# Provincia de Tucumán
Tucumán (en el texto de la Constitución provincial: Provincia de Tucumán) es una de las veintitrés provincias que hay en la República Argentina. A su vez, es uno de los veinticuatro estados autogobernados o jurisdicciones de primer orden que conforman el país, y uno de los veinticuatro distritos electorales legislativos nacionales. Su capital es San Miguel de Tucumán, la ciudad más grande del Norte Argentino y la 5.ª más extensa y poblada del país con más de un millón de habitantes en su área metropolitana. Está ubicada en el noroeste del país, en la región del Norte Grande Argentino, limitando al norte con Salta, al este con Santiago del Estero y al sur y oeste con Catamarca. 
La provincia es la mayor productora de limones del mundo. Fue escenario del Congreso de Tucumán entre los años 1816 y 1820 que, entre otras cosas, declaró la Independencia de las Provincias Unidas del Sud (primer nombre oficial del Estado soberano llamado Argentina) respecto a España y cualquier otro poder extranjero, el 9 de julio de 1816. Razón por la cual ese día se vuelve capital simbólica de la República Argentina por decreto del Poder Ejecutivo Nacional Num. 81/1991. Es la provincia de menor superficie de la Argentina y la de mayor densidad de población del país. En 2016, Tucumán fue sede de los festejos del Bicentenario de la Independencia de la República Argentina.

## Toponimia
Las etimologías sobre el origen del topónimo «Tucumán» son hasta el momento muy variadas:
- Según algunos estudiosos, derivaría de una palabra compuesta en idioma lule: tucu-manita que se traduciría por 'territorio en donde abunda el tucu', siendo el tucu-tucu la denominación del coleóptero con órganos luminiscentes.
- Otra denominación —también de etimología lule— es la palabra compuesta yukkuman o yakuman'', que se traduce por 'ir hacia donde abunda o se reúne el agua' ('lugar de los ríos'); donde yaku significa 'agua' y man significa 'ir hacia'. Otros en cambio entienden a la misma etimología como 'lugar donde nacen las aguas'.
- Otra posible etimología provendría de la palabra en cacán —la lengua de los diaguitas— Tucma-nao, que significaría 'pueblo' o 'territorio de Tucma' —siendo Tucma el antropónimo de un antiguo jefe calchaquí— aunque no está claro qué significado tiene el nombre propio cacán Tucma (que probablemente se traduce como 'brillante'), ya que se ha perdido la mayor parte del vocabulario cacán.
- En tanto otros entienden al término como tukkumanao (término presuntamente quechua) que significaría 'territorio fronterizo', indicando así a esta región como un confín del Imperio incaico.
- Al mismo tiempo, Juan B. Terán se refirió en alguno de sus escritos al topónimo «Tucumán»:

Tucumán fue el nombre que cubría en la época de la conquista las más extensa porción de la tierra argentina […] Hoy es el nombre de la más pequeña de las provincias argentinas.

## Bandera

Actual bandera de Tucumán

Bandera provincial que estuvo en uso entre 1995 y 2008.

El primer registro histórico al respecto corresponde al año 1812. Siendo la bandera muy similar a la que hoy usa la República Argentina, es decir de tres franjas horizontales celeste, la superior e inferior y blanca la central.
En 1814, se añadieron a la banda blanca la palabra Tucumán y debajo el año en letras doradas. Se hacía referencia de esta manera a la creación de la nueva Gobernación Intendencia del Tucumán.

Algunos investigadores sostienen que el gobernador Aráoz adoptó una nueva bandera en marzo de 1820 cuando se proclamó la efímera República del Tucumán. Dicha enseña tenía dos bandas horizontales, roja la superior y azul la inferior. Al tomar posesión de su cargo, Aráoz lució una banda con esos mismos colores.
La República tuvo una corta vida y en 1821 tanto la entidad política como la bandera que la simbolizaba dejaron de existir.
En 1995 se aprobó un nuevo diseño, a saber; campo azul celeste con una cruz romana de color blanco en el centro con las fechas 1812 y 1816 en ambos extremos del brazo horizontal y apoyado en este un medio sol naciente con diez rayos visibles alternados largos y cortos de color dorado por detrás del brazo vertical y debajo el esquema de la Casa Histórica de Tucumán también en dorado sobre el brazo vertical de la cruz y a ambos lados de él dos ramos de laurel de color verde.
No obstante, pronto hubo controversias sobre sus símbolos ya que se alegaba que la Cruz, un emblema cristiano, no representaba a todo el pueblo de Tucumán.
El 3 de diciembre de 2008, la Legislatura de Tucumán derogó la ley de 1995. Se impulsó esta medida debido a las críticas que había recibido del gobernador José Alperovich y su mujer Beatriz Rojkés del uso de una bandera con una cruz cristiana.
El 13 de abril de 2010, la Legislatura aprobó la nueva bandera provincial, también conocida como "Bandera de Macha", por la localidad boliviana donde se la encontró.
El diseño es atribuido a Manuel Belgrano, quien la habría utilizado en la Batalla de Tucumán en 1812 y las campañas posteriores en el Norte. Está conformada por una franja central horizontal de color celeste y dos franjas blancas, también horizontales, en las partes superior e inferior; presentando un diseño inverso al de la bandera nacional.

## Historia

### Etapa precolombina

Las Ruinas de Quilmes: restos del mayor asentamiento precolombino en Argentina. Ocupan aproximadamente treinta hectáreas y están ubicadas al pie del cerro Alto del Rey.

En el territorio de la actual provincia de Tucumán se dio el asiento de antiguas civilizaciones autóctonas entre las que se destacan las de la Cultura Candelaria, Cultura Tafí (que ha dejado como más llamativos relictos sus menhires) y la modernamente llamada Cultura Condorhuasi (el nombre quechua le ha sido dado recién en el pasado siglo), bastante posterior a estas culturas es la cultura Santa María que se desarrolló principalmente en los Valles Calchaquíes originando a las pequeñas ciudades fortificadas de Quilmes y Tolombón, la cultura Santa María fue una fase que se correspondió con el apogeo de la etnia pazioca (diaguita), etnia que habitó la región montañosa del oeste y entre la que se destacaron diversas parcialidades como las de los calchaquíes, quilmes, tolombones, amaichas, pueblos sedentarios asentados en toda el área montañosa del oeste tucumano, eran hábiles tejedores y alfareros. Cultivaban el maíz, el zapallo, diversas variedades de la papa, porotos y la quinoa  en un sistema de andenes y terrazas dotados de irrigación, recolectaban las bayas del algarrobo criollo. Criaban llamas, alpacas  y vicuñas, que les brindaban carne, leche y lana. Su organización política era la de jefaturas y, en algunos casos de acumulación del poder, señoríos. Practicaban una rudimentaria minería y estaban bien organizados al mando de un cacique. Esencialmente pacíficos, eran buenos y tenaces guerreros cuando la situación lo requería. Hacia 1480 el área "diaguita", es decir la extremo occidental correspondiente a la actual provincia de Tucumán, fue ocupada por el Tahuantinsuyu que estableció en las laderas de la sierra del Aconquija su límite oriental (La sierra del Aconquija y Las Cumbres Calchaquíes fueron las que los incas consideraron la cordillera del Anti), estableciendo (en los elevados faldeos de esta) algunas pequeñas fortificaciones (pukara) como la de La Ciudacita en el sector del hoy parque nacional Campo de los Alisos, los incas apenas fueron soportados por las poblaciones locales y sus incursiones por el Valle de Tafí o por la Quebrada del Portugués fueron rechazadas por los despectivamente llamados en quechua "surí", es decir: los lule y los vilela pueblos que habitaban la mayor parte del actual territorio provincial (el centro y este del mismo), los lule como los vilela y los toconoté aunque eran sedentarios y horticultores basaban gran parte de su estructura económica en la caza y recolección esto debido a la feracidad y gran cantidad de recursos alimenticios silvestres del territorio que habitaban.
Juríes o Xuríes fue la trascripción que los españoles hicieron de la palabra quechua o runa simi surí, que en ese idioma es el nombre que se le da al ñandú, mote despectivo que los quechuas durante su invasión dieron a los pueblos lule y toconoté, los lules habitaban la mayor parte de la actual provincia de Tucumán, ubicándose los toconoté en el oeste de la provincia de Santiago del Estero.

### Etapa colonial

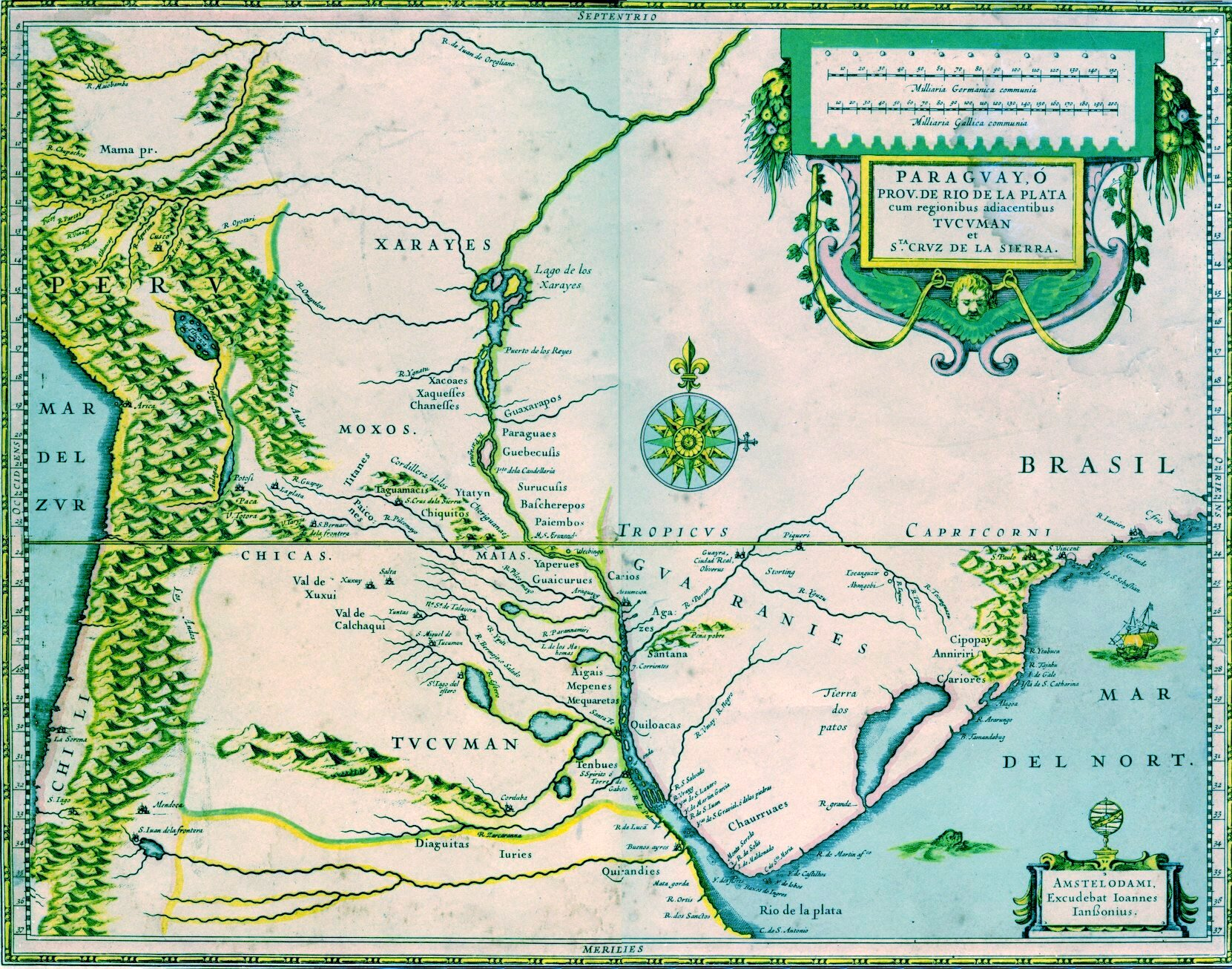
Carta con Tucumán, ca. 1600

En 1533 llegó el conquistador español del Perú Diego de Almagro para explorar las actuales regiones de la Quebrada de Humahuaca y los Valles Calchaquíes. En 1543 otro español: Diego de Rojas  recorrió el territorio. La región dependía administrativamente de Chile pero estaba casi en el límite con el territorio dependiente de Charcas, lo que motivó disputas jurisdiccionales que originaron los traslados poblacionales.
Desde la creación del Virreinato del Perú por Real Cédula del 1 de marzo de 1543, la región del Tucumán quedó integrada en él.
El primer asentamiento español en la región fue El Barco, fundada en 1550 por Juan Núñez de Prado, proveniente del Perú. La población fue luego trasladada dos veces (El Barco II y El Barco III), hasta establecerse definitivamente a orillas del Río del Estero en 1553, con el nombre de Santiago del Estero fuera de los límites de la jurisdicción chilena. El núcleo humano que conformaron los primeros vecinos de Santiago del Estero fue el primero con el que la corona de Castilla logró un asiento definitivo en lo que actualmente constituye territorio de la República Argentina. En 1560 el español Juan Pérez de Zurita fundó la ciudad de Cañete.
La provincia fue creada en 1564, con el nombre de Provincia de Tucumán, Juríes y Diaguitas, su primer gobernador fue Francisco de Aguirre con sede en Santiago del Estero. Con la creación de la Gobernación del Tucumán en 1566 y del Obispado en 1570, esta región empezó a cobrar importancia.
Por orden de Aguirre, Diego de Villarroel fundó San Miguel de Tucumán el 31 de mayo de 1565 en un sitio llamado Ibatín  por los nativos de etnia lule.
En pleno momento fundacional de la ciudad de San Miguel del Tucumán arreciaba la Guerra Calchaquí, una de las más denodadas resistencias habidas a la ocupación española, al punto que en octubre de 1578 los "diaguitas" calchaquíes estuvieron casi a punto de destruir la ciudad de origen español, en efecto los principales protagonistas de tal resistencia fueron los "diaguitas" quienes tras prácticamente un siglo de enconada lucha fueron debelados pueblo por pueblo y ciudad por ciudad, siendo en muchas ocasiones desarraigados y casi todas sus pequeñas ciudades arrasadas.
La ciudad de San Miguel de Tucumán fue trasladada a su actual emplazamiento el 27 de septiembre de 1685 por el teniente gobernador Miguel de Salas y Valdez cumpliendo órdenes del gobernador Fernando de Mendoza y Mate de Luna.
En la época anterior a la creación del Virreinato del Río de La Plata, la palabra Tucumán o región del Tucumán era dada por los españoles a un extenso territorio de 700.000 km² que abarcaba de norte a sur los territorios y actuales provincias de Tarija, Jujuy, Salta, Catamarca, Tucumán, Santiago del Estero, La Rioja, San Juan, Córdoba, San Luis y Mendoza.
En 1776 la Gobernación del Tucumán pasó a formar parte del recién creado Virreinato del Río de la Plata, con capital en la ciudad de Santiago del Estero.
Al subdividirse administrativamente el Virreinato del Río de la Plata, conforme a la Real Ordenanza de Intendentes del 28 de enero de 1782, la actual provincia de Tucumán quedó ubicada dentro de la Gobernación Intendencia del Tucumán, de efímera duración. La Real Cédula del 5 de agosto de 1783, suprimió la Gobernación Intendencia del Tucumán, con lo cual Tucumán junto con Catamarca, Santiago del Estero, Jujuy, Salta, Tarija y la Puna de Atacama, pasaron a integrar la nueva Gobernación Intendencia de Salta del Tucumán, con sede gubernativa en la ciudad de Salta.

Mientras el resto del territorio formó la de Gobernación Intendencia de Córdoba del Tucumán que incluía a Córdoba, San Luis, Mendoza, San Juan, La Rioja y pequeños sectores occidentales de la actual provincia de Santa Fe, siendo la ciudad de Córdoba su capital y metrópoli.

### Etapa independista

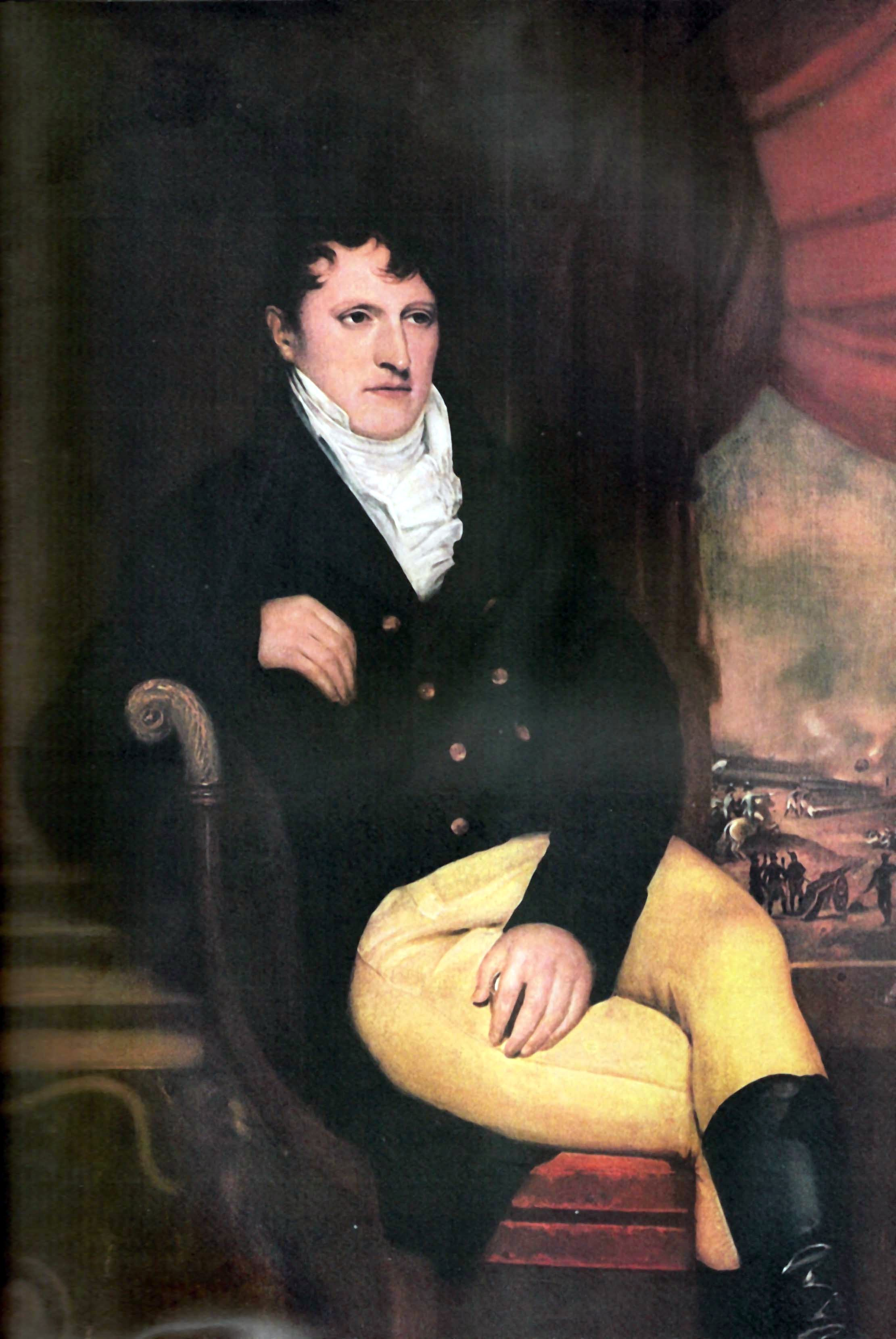
Manuel Belgrano comandó al Ejército del Norte en la decisiva y victoriosa Batalla de Tucumán.

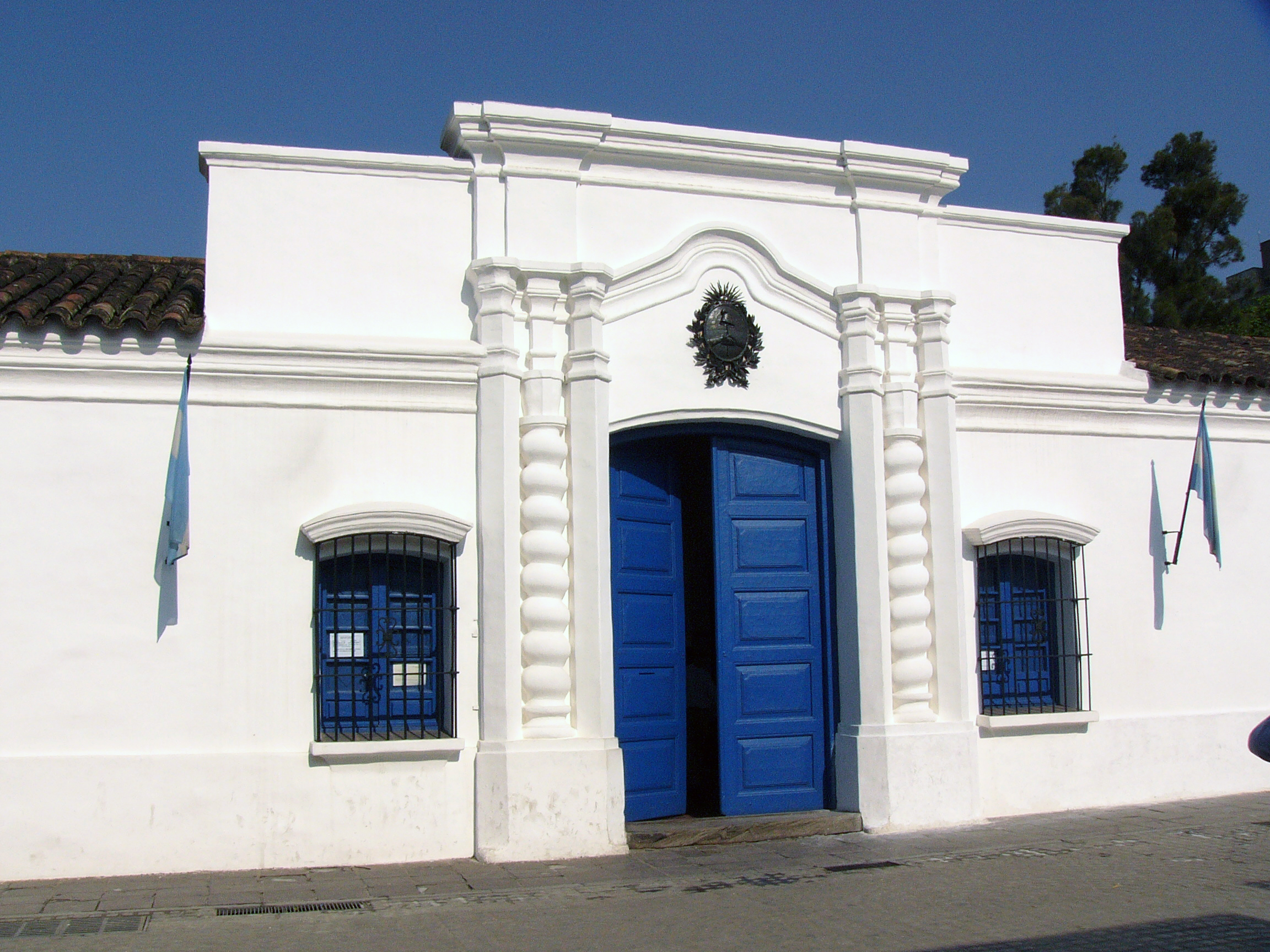
La Casa Histórica de Tucumán donde se declaró la Independencia en 1816.

El 26 de junio de 1810 el Cabildo de la ciudad de San Miguel de Tucumán adhirió a la Revolución de Mayo  nombrando al presbítero Manuel Felipe de Molina diputado ante la Primera Junta.
La población tucumana prestó apoyo a Manuel Belgrano en 1812. En esa ocasión los pobladores del lugar convencieron a Manuel Belgrano para detener el éxodo hacia el sur de los habitantes de la región y presentar en ese lugar batalla contra el ejército realista comandado por Pío Tristán. Tras vencer el 24 de septiembre de 1812 en una batalla desventajosa (la decisiva para la independencia argentina Batalla de Tucumán) realizada en el Campo de Las Carreras se adjudicó el triunfo a la advocación mariana llamada Virgen de la Merced, otorgándole Manuel Belgrano después de la batalla el bastón de mando y el título de Generala que actualmente conserva en la Iglesia de N.S. de la Merced. Además tras esto la "Virgen de la Merced" se volvió la patrona provincial de Tucumán.
Por decreto del 8 de octubre de 1814, el director Supremo, Gervasio Antonio de Posadas, dividió la Intendencia de Salta del Tucumán y creó la Gobernación Intendencia del Tucumán, con asiento en San Miguel de Tucumán y cuya jurisdicción integraron, además, Catamarca y Santiago del Estero.
El 9 de julio de 1816 se declaró la Independencia Nacional de Argentina cuyo otro nombre oficial es Provincias Unidas del Río de la Plata (o del Sud) durante el Congreso de Tucumán.
Tras la disolución del Directorio y del Congreso, el Gobernador Intendente de Tucumán, Coronel Bernabé Aráoz, erigió, el 22 de marzo de 1820, la "República Federal del Tucumán", integrada por los territorios que formaban la gobernación intendencia (Santiago del Estero, Catamarca y Tucumán). Sancionando una Constitución el 6 de septiembre de 1820.
A fines de 1821 Catamarca y Santiago del Estero obtuvieron su autonomía quedando definida lo que hoy se conoce como provincia de Tucumán.

### Inicios de la república y modernización

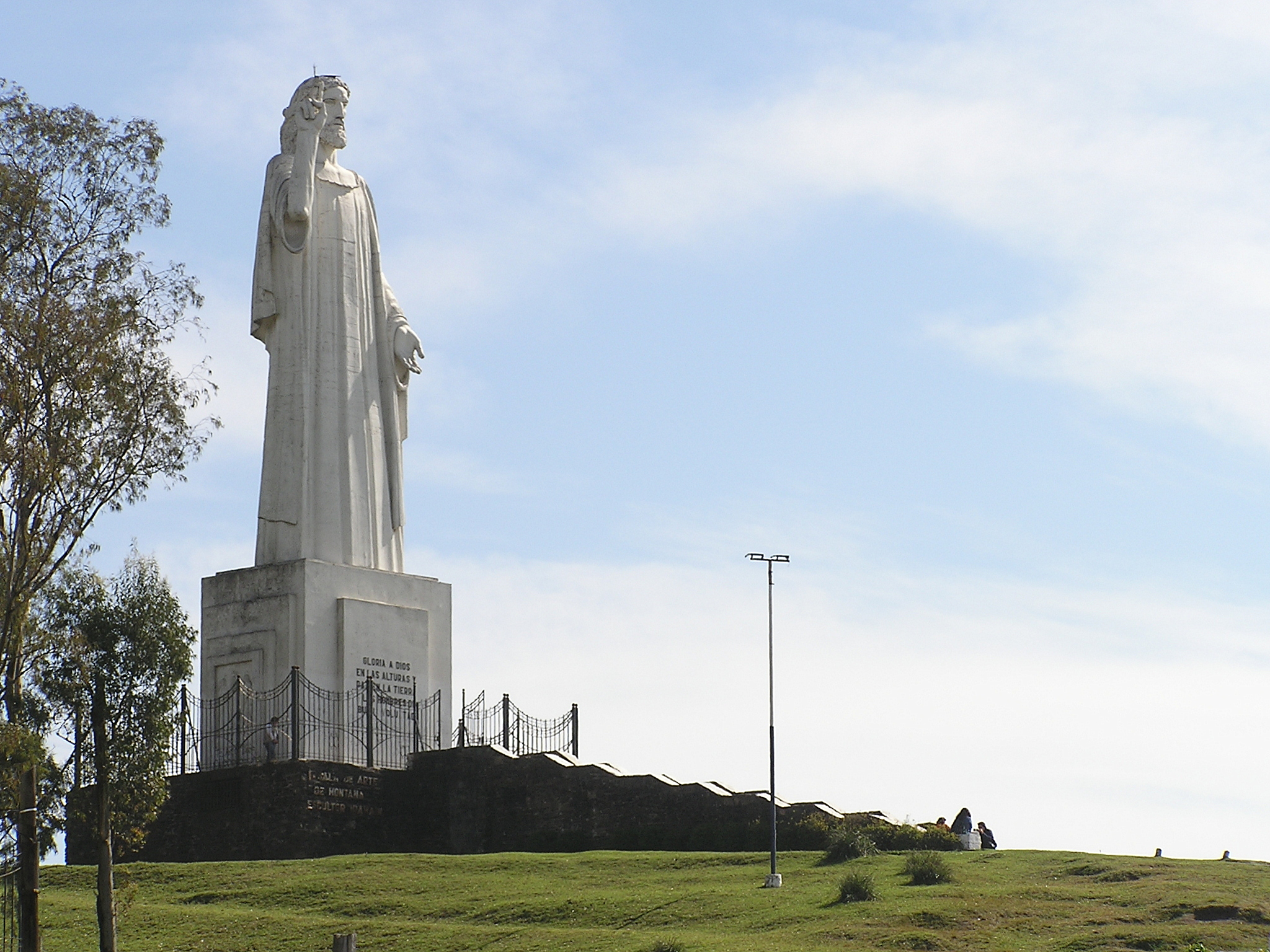
Cristo Bendicente emplazado en el Cerro San Javier (obra del escultor Juan Carlos Iramain)

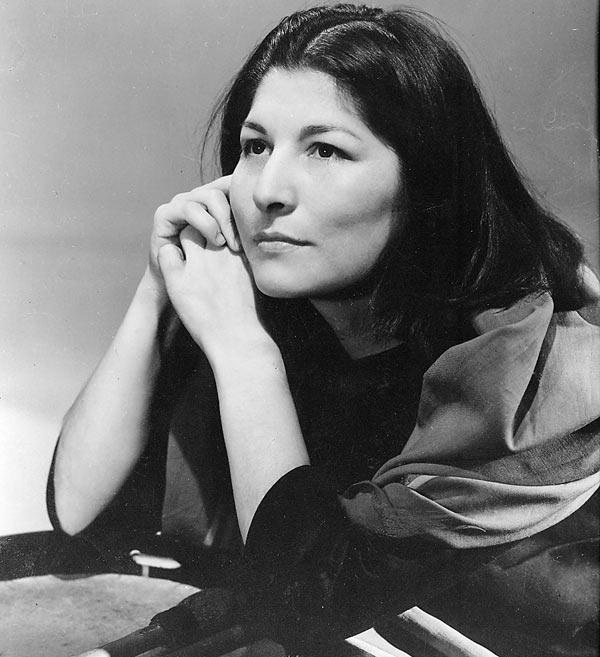
Mercedes Sosa, el icono folclórico tucumano considerada la "Voz de América"

El 19 de marzo de 1856 se sanciona la Constitución de la Provincia, dentro de la nueva organización Argentina.
En 1876 el Ferrocarril Central Norte Argentino en su ramal Tucumán, el Ferrocarril General Belgrano, y, más tarde, en 1891, el Ferrocarril Buenos Aires a Rosario, luego llamado Rosario-Tucumán, permitieron que un importante aflujo de inmigrantes (españoles, franceses, italianos, sirios, libaneses, etc.) se sumara a la preexistente población indígena, afroargentina, criolla y mestiza.
Por estos motivos y por centralizar gran parte de la industria del Noroeste argentino la Provincia de Tucumán (y esto se hizo especialmente notorio en su capital: la ciudad de San Miguel de Tucumán) fue muy próspera y se encontraba entre las «provincias ricas» (Buenos Aires, Córdoba, Mendoza, Santa Fe y Tucumán) de Argentina hasta los 1970. En los 1960 San Miguel de Tucumán estaba conectada con excelentes ferrocarriles de Ferrocarriles Argentinos con las ciudades de Córdoba; Rosario y la Ciudad de Buenos Aires; se destacaban dos servicios: el diario llamado Estrella del Norte que conectaba en 19 horas los 1200 km entre San Miguel de Tucumán y la ciudad de Buenos Aires pasando por la importante ciudad santafesina de Rosario llevando cada formación 1800 pasajeros de un modo confortable; cada semana circulaba el tren (también de Ferrocarriles Argentinos) llamado Independencia caracterizado por su excelente confort. Ya desde los 1950 para atender los requisitos de la entonces extensísima red ferroviaria argentina (de 47 059 km de longitud) en Tafí Viejo existían modernos e importantísimos talleres ferroviarios.
En febrero de 1975 durante la presidencia de Isabel Martínez de Perón se lanzó el Operativo Independencia, para reprimir a la guerrilla marxista del Ejército Revolucionario del Pueblo (ERP), que actuaba en las sierras selváticas de Monteros, en Tucumán.
El límite con la Provincia de Salta fue fijado mediante la Ley Nacional N.º 22264 dictada por el gobierno militar y publicada en el Boletín Oficial el 12 de agosto de 1980.
Por el Decreto-Ley N.º 22.312 del 31 de octubre de 1980, se aprobó el Convenio Interprovincial entre Santiago del Estero y Tucumán, que fijó los límites entre ambas provincias y que había sido firmado previamente en Termas de Río Hondo. Poniendo fin a un conflicto secular.
El límite con la Provincia de Catamarca fue fijado mediante la Ley Nacional N.º 22449 dictada por el gobierno militar y publicada en el Boletín Oficial el 9 de abril de 1981.

## Organización Político Administrativa

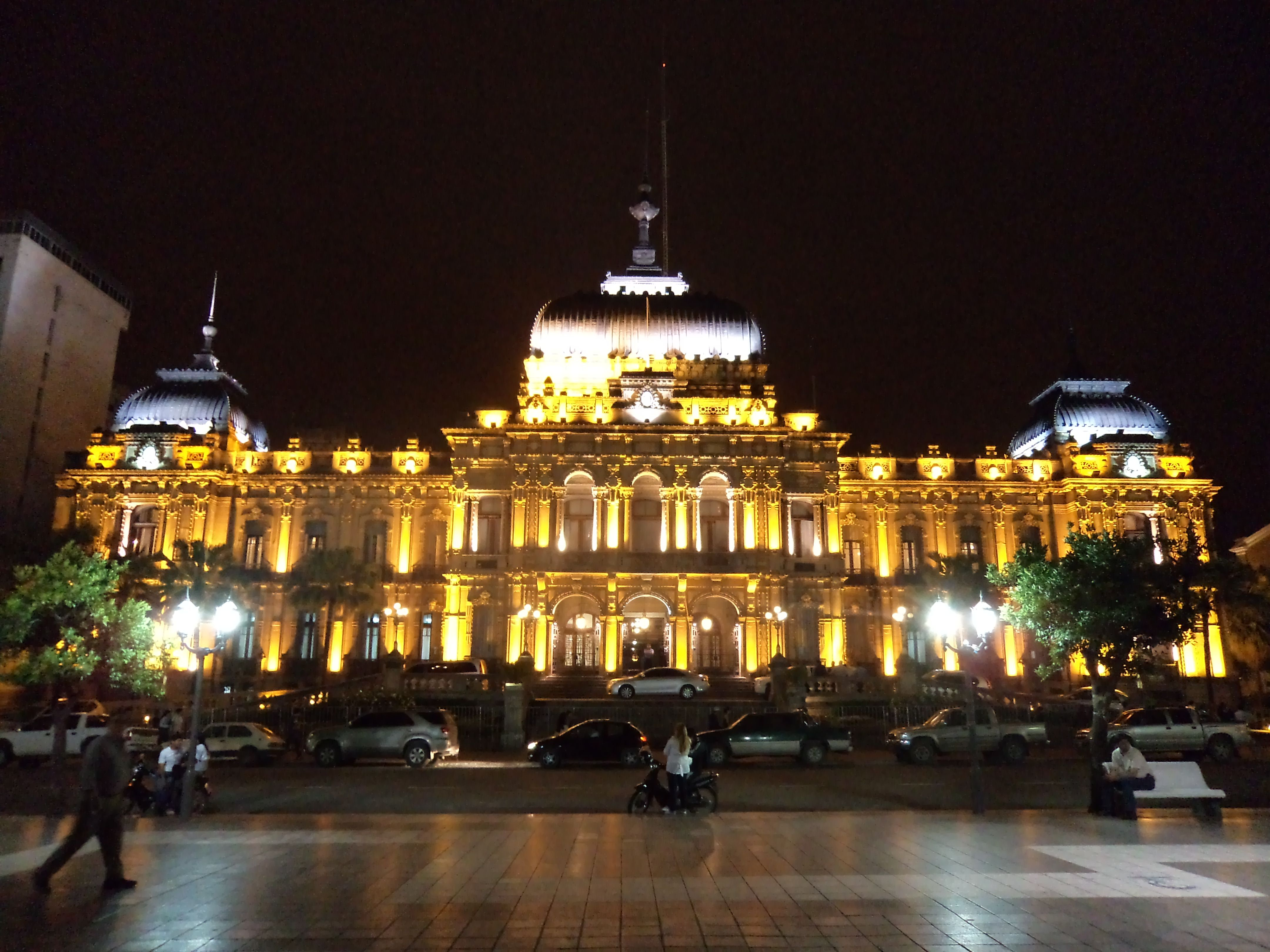
Casa de Gobierno de Tucumán un típico monumental ejemplo de la arquitectura ecléctica de fines de e inicios de, sede del Poder Ejecutivo provincial.

La organización política, basada en la Constitución Provincial sancionada en 2006 se rige bajo el Sistema Republicano, Representativo y Federal, y establece la división de poderes en 3 órganos: el "Poder Ejecutivo", el "Poder Legislativo" y el "Poder Judicial".

### Poder Ejecutivo
El Poder Ejecutivo es ejercido por el Gobernador, quien a su vez es el representante de la Provincia ante el resto de las Autoridades tanto provinciales como Nacionales e Internacionales. Es elegido por sufragio en elecciones generales (actualmente en vías de reformar el sistema) y dura en el cargo por 4 años con posibilidad de ser reelegido nuevamente por un periodo consecutivo.
El Poder Ejecutivo Provincial posee ocho ministerios: Ministerio de Economía, Ministerio de Educación, Ministerio de Seguridad Ciudadana, Ministerio del Interior, Ministerio de Salud Pública, Ministerio de Desarrollo Productivo, Ministerio de Desarrollo Social y Ministerio de Gobierno y Justicia. Además de la Fiscalía de Estado y la Representación Oficial de Tucumán en la Capital Federal, posee también once secretarías destinada a diversas áreas de la provincia.

### Poder Legislativo

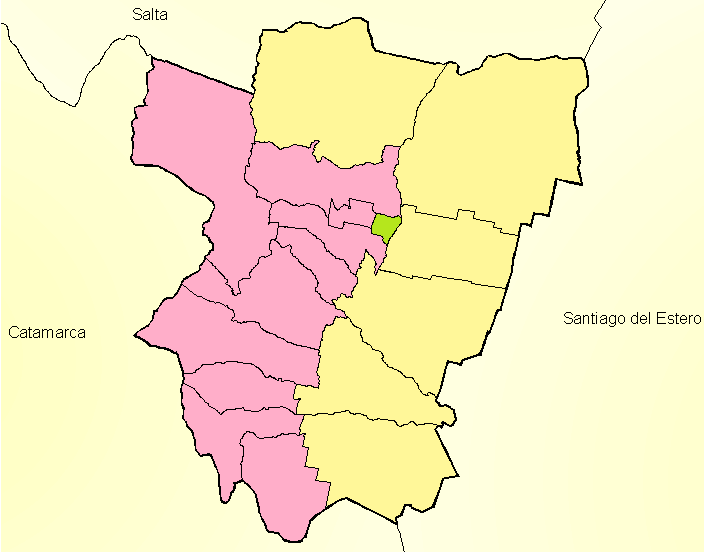
Departamentos de Tucumán coloreados según la sección electoral a la que pertenecen
Sección I – Capital
Sección II – Este
Sección III – Oeste

El Poder Legislativo en Tucumán es ejercido por la legislatura provincial. Actualmente es unicameral, cuenta con 49 bancas legislativas y posee 22 comisiones permanentes entre las que se encuentran: Asuntos Constitucionales e Institucionales, Hacienda y Finanzas, Educación, Relaciones Exteriores, etc. Quien ejerce la presidencia en las sesiones de la legislatura es el Vicegobernador.
La Legislatura está compuesta de 49 ciudadanos elegidos directamente por el pueblo de la Provincia. Corresponden 19 legisladores por la Sección I, 12 legisladores por la Sección II, y 18 legisladores por la Sección III.
Los legisladores duran 4 años y pueden ser reelegidos por un nuevo período consecutivo. No pueden ser elegidos nuevamente sino con un intervalo de un período.
| Sección Electoral | Departamentos | Legisladores |
| ----------------- | --- | ------------ |
| I – Capital       | - Capital | 19           |
| II – Este         | - Burruyacú - Cruz Alta - Graneros - Leales - Simoca - Trancas                                                                         | 12           |
| III – Oeste       | - Chicligasta - Famaillá - Juan Bautista Alberdi - La Cocha - Lules - Monteros - Río Chico - Tafí del Valle - Tafí Viejo - Yerba Buena | 18           |

### Poder Judicial
El Poder Judicial en la Provincia es ejercido por la Corte Suprema de Justicia de Tucumán, Cámaras de Apelaciones y de Instancia Únicas y Juzgados de Primera Instancia y de Paz, más las correspondientes fiscalías del Ministerio Público. La CSJT cual está conformada por cinco jueces: un Presidente, un vocal Decano y tres vocales más un Ministro Fiscal, todos designados por el Poder Ejecutivo con acuerdo de una mayoría calificada de la Legislatura, de conformidad con la Constitución Provincial. Además el poder judicial está dividido, a los efectos jurisdiccionales, en cuatro centros judiciales: el de Capital, el de Concepción, el de Monteros y el de la Banda del Río Salí (este último es el más nuevo).
Al igual que la mayoría de las provincias, hay dos juzgados con competencia federal en la capital provincial más uno en construcción en la ciudad de Concepción.

## División administrativa

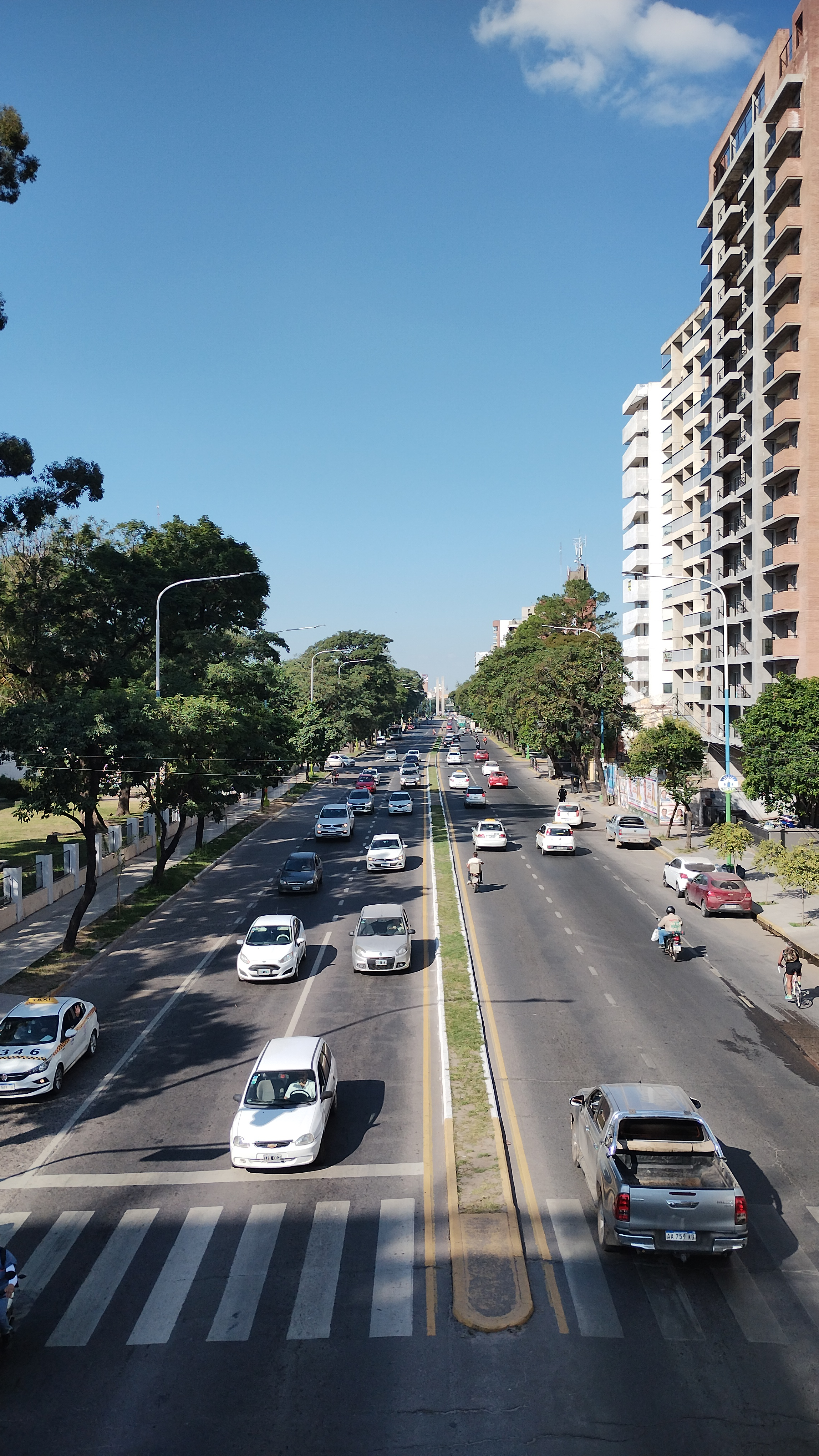
Una de las principales avenidas de la Capital, Av. Mate de Luna

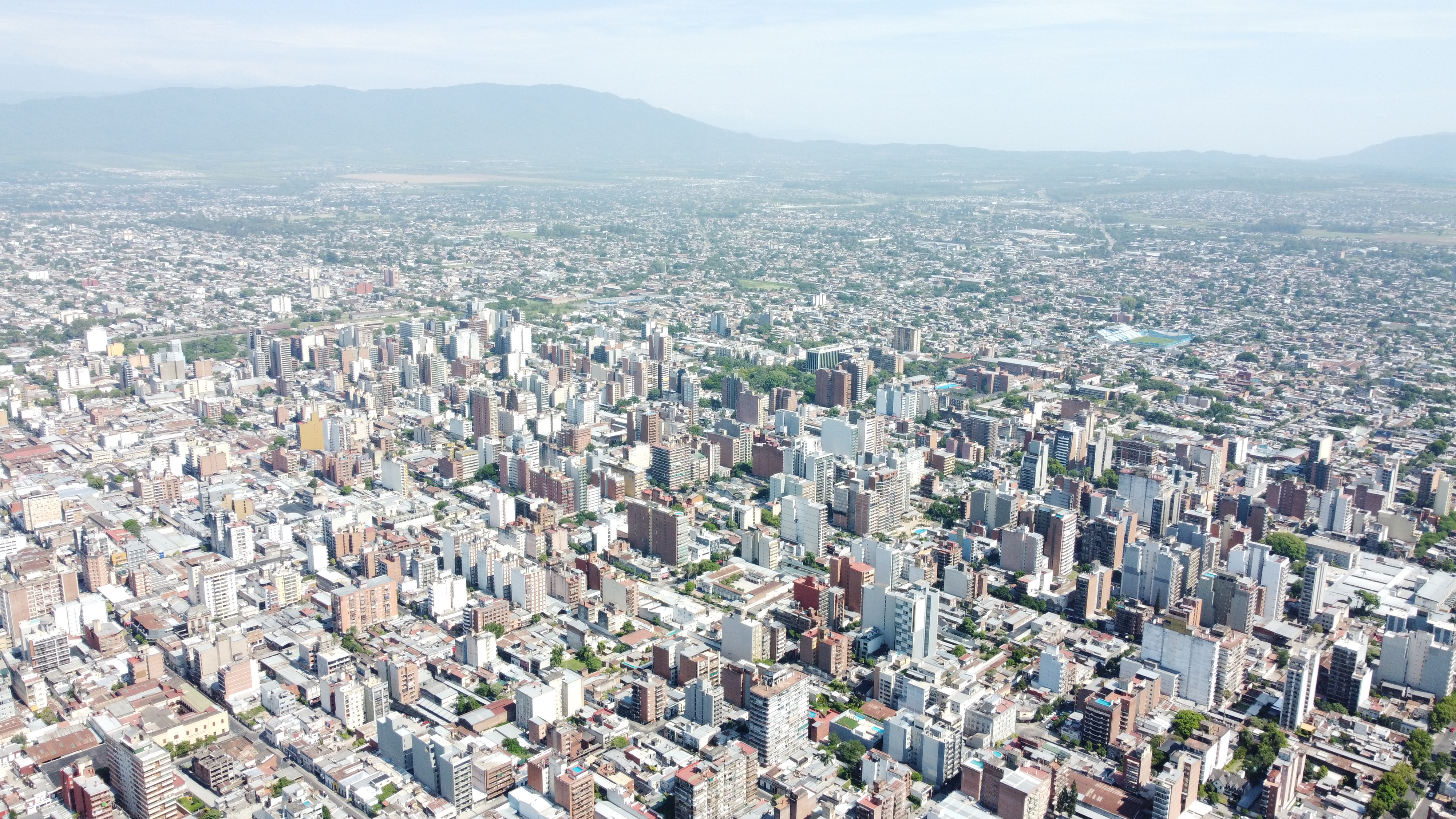
Vista aérea de San Miguel de Tucumán

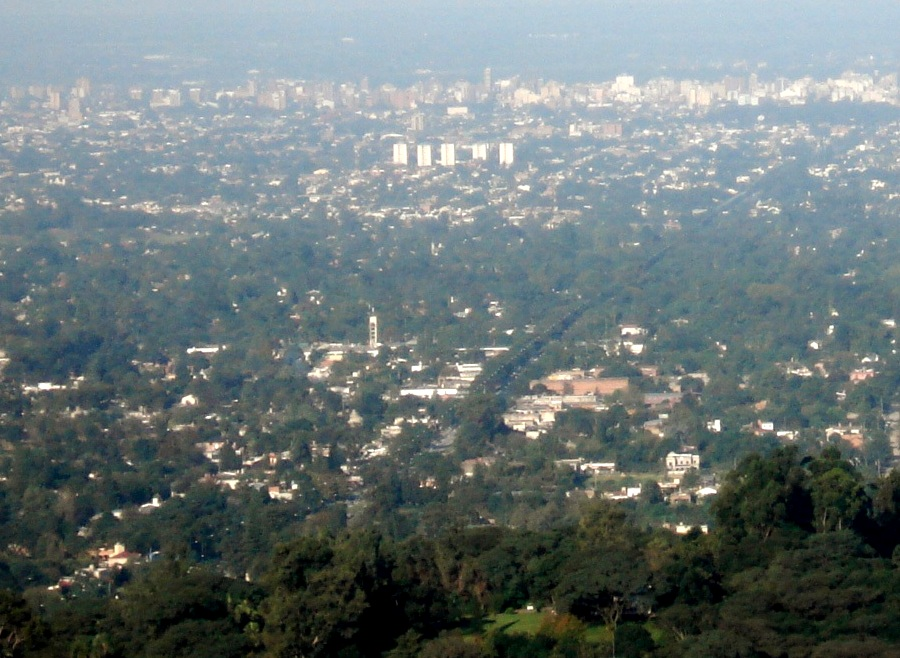
Ciudad de Yerba Buena.

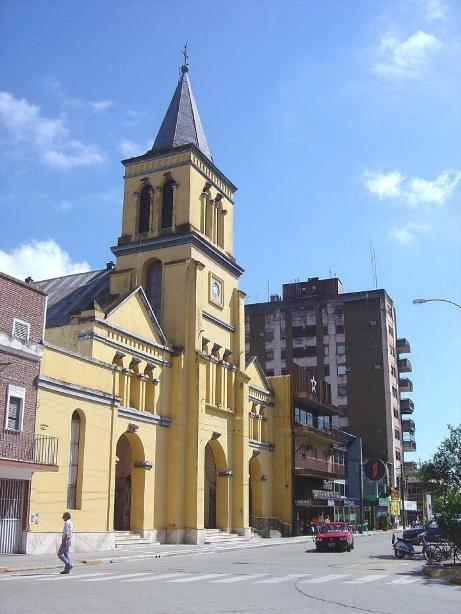
Ciudad de Concepción, al sur de la provincia.

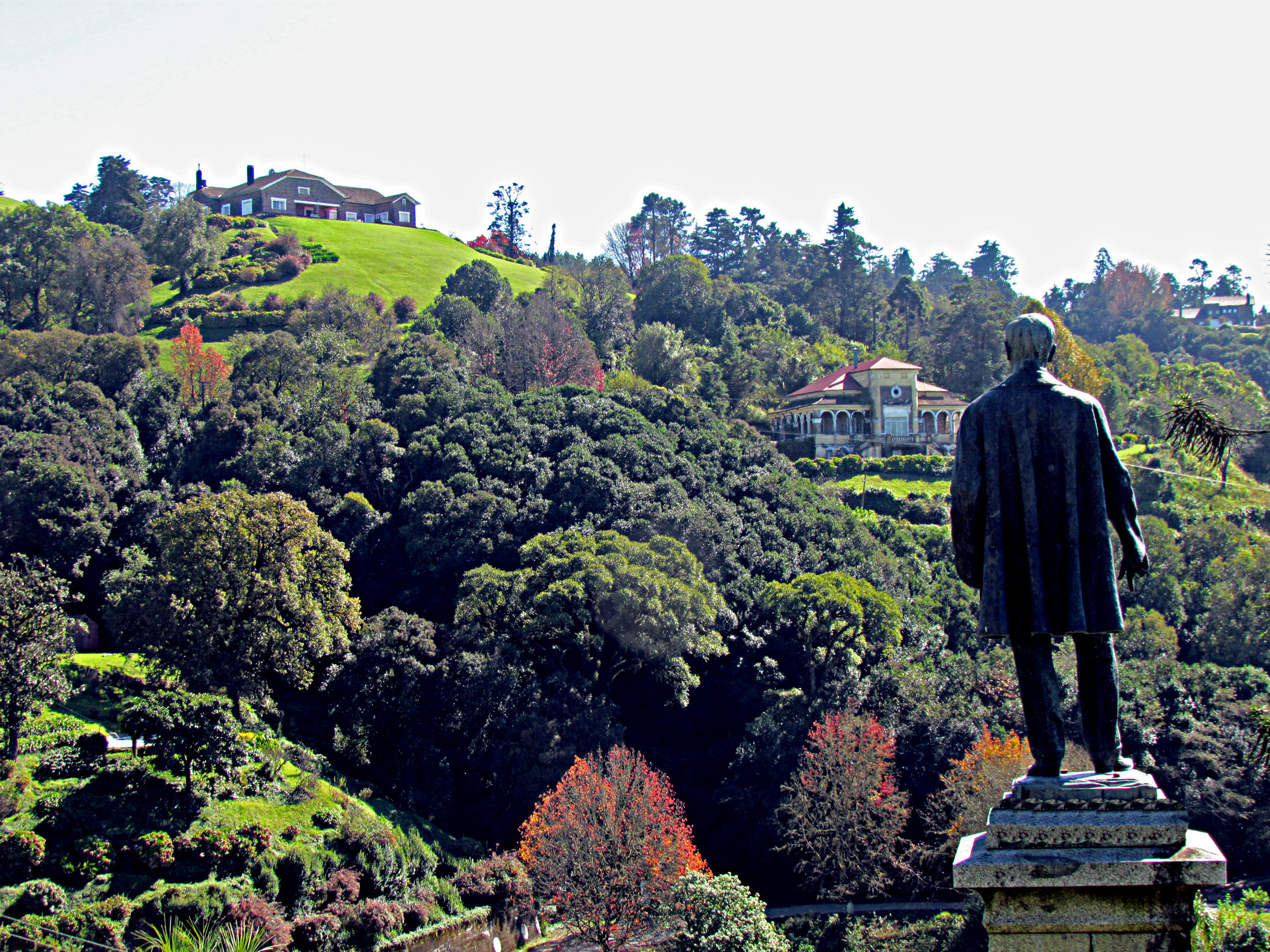
Localidad de Villa Nougués.

La provincia se encuentra dividida en 17 departamentos sin función administrativa, dentro de estos se encuentran los municipios y comunas rurales, quedando áreas sin administración municipal. La Constitución provincial fue reformada en 2006 incorporando la autonomía municipal.
Para una lista completa de los departamentos de la provincia, véase: Anexo:Departamentos de la Provincia de Tucumán.
| Mapa | Departamento          | Superficie | Población (2022) | Ciudad cabecera/capital | Otras localidades |
| ---- | --------------------- | ---------- | ---------------- | ----------------------- | --- |
|      | Burruyacú             | 3605 km²   | 45 476           | Burruyacú               | Benjamín Aráoz, El Chañar, El Naranjo, El Puestito, El Sunchal, El Tajamar, El Timbó, Gobernador Garmendia, La Cruz, La Ramada, Piedrabuena, 7 de abril, Tala Pozo, Villa Padre Monti                                                                        |
|      | Capital               | 90 km²     | 590 342          | San Miguel de Tucumán   | |
|      | Chicligasta           | 1267 km²   | 92 608           | Concepción              | Alpachiri, Alto Verde, Arcadia, El Molino, Gastona, Ingenio La Trinidad, Los Gucheas, Medinas, Yucumanita |
|      | Cruz Alta             | 1255 km²   | 228 077          | Banda del Río Salí      | Alderetes, Colombres, Delfín Gallo, El Bracho, El Cevilar, El Naranjito, La Florida, Las Cejas, Los Bulacio, Los Gutiérrez, Los Pereyras, Los Pérez, Los Ralos, Los Villagra, Luisiana, Ranchillos, San Andrés, San Miguel                                   |
|      | Famaillá              | 427 km²    | 42 702           | Famaillá                | Padilla, Sauce Huascho |
|      | Graneros              | 1678 km²   | 15 540           | Graneros                | Lamadrid, Taco Ralo, Campo Bello, Los Gramajos, Árboles Grandes |
|      | Juan Bautista Alberdi | 730 km²    | 34 766           | Ciudad Alberdi          | Escaba, Villa Belgrano, Batiruana, Los Arroyos, La Calera, Talamuyo |
|      | La Cocha              | 917 km²    | 21 218           | La Cocha                | La Invernada, El Sacrificio, Huasa Pampa, Rumi Punco, San Ignacio, San José de la Cocha, Yánima, El Corralito, Los Pizarros |
|      | Leales                | 2027 km²   | 66 3921          | Bella Vista             | Agua Dulce, El Mojón, Esquina, Estación Aráoz, Ingenio Leales, La Encantada, La Soledad, Las Talas, Los Gómez, Los Puestos, Los Sueldos, Mancopa, Manuel García Fernández, Quilmes, Río Colorado, Santa Rosa de Leales, Tacanas, Villa de Leales, Villa Fiad |
|      | Lules                 | 540 km²    | 93 552           | San Isidro de Lules     | El Manantial, San Felipe, San Pablo, Santa Bárbara, Villa Nougués, Potrero de Las Tablas, San Rafael, La Reducción |
|      | Monteros              | 1169 km²   | 77 551           | Monteros                | Acheral, Amberes, Capitán Cáceres, El Cercado, León Rouges, Los Rojo, Los Sosas, Río Seco, Santa Lucía, Santa Rosa, Sargento Moya, Soldado Maldonado, Teniente Berdina, Villa Quinteros                                                                      |
|      | Río Chico             | 585 km²    | 64 962           | Aguilares               | El Polear, La Tipa, Los Sarmientos, Monte Bello, Santa Ana |
|      | Simoca                | 1261 km²   | 36 973           | Simoca                  | Atahona, Buena Vista, Ciudacita, La Tuna, Manuela Pedraza, Monteagudo, Nueva Trinidad, Pampa Mayo, Río Chico, San Antonio, San Pedro, Santa Cruz, Villa Chicligasta, Yerba Buena                                                                             |
|      | Tafí del Valle        | 2741 km²   | 22 440           | Tafí del Valle          | Amaicha del Valle, Colalao del Valle, El Mollar, El Rodeo |
|      | Tafí Viejo            | 1210 km²   | 172 986          | Tafí Viejo              | Anca Juli, El Cadillal, El Colmenar, La Esperanza, Los Nogales, Villa Mariano Moreno, Raco, Las Talitas |
|      | Trancas               | 2862 km²   | 23 494           | Trancas                 | San Pedro de Colalao, Choromoro, Tapia, Gonzalo, Ticucho |
|      | Yerba Buena           | 160 km²    | 102 741          | Ciudad de Yerba Buena   | Cevil Redondo, Marcos Paz, San Javier, La Sala |

Para una lista completa de municipios y comunas rurales de la provincia, véase: Anexo:Municipios y comunas rurales de Tucumán.
Para información sobre la organización municipal provincial, véase: Organización municipal de Tucumán.

## Población

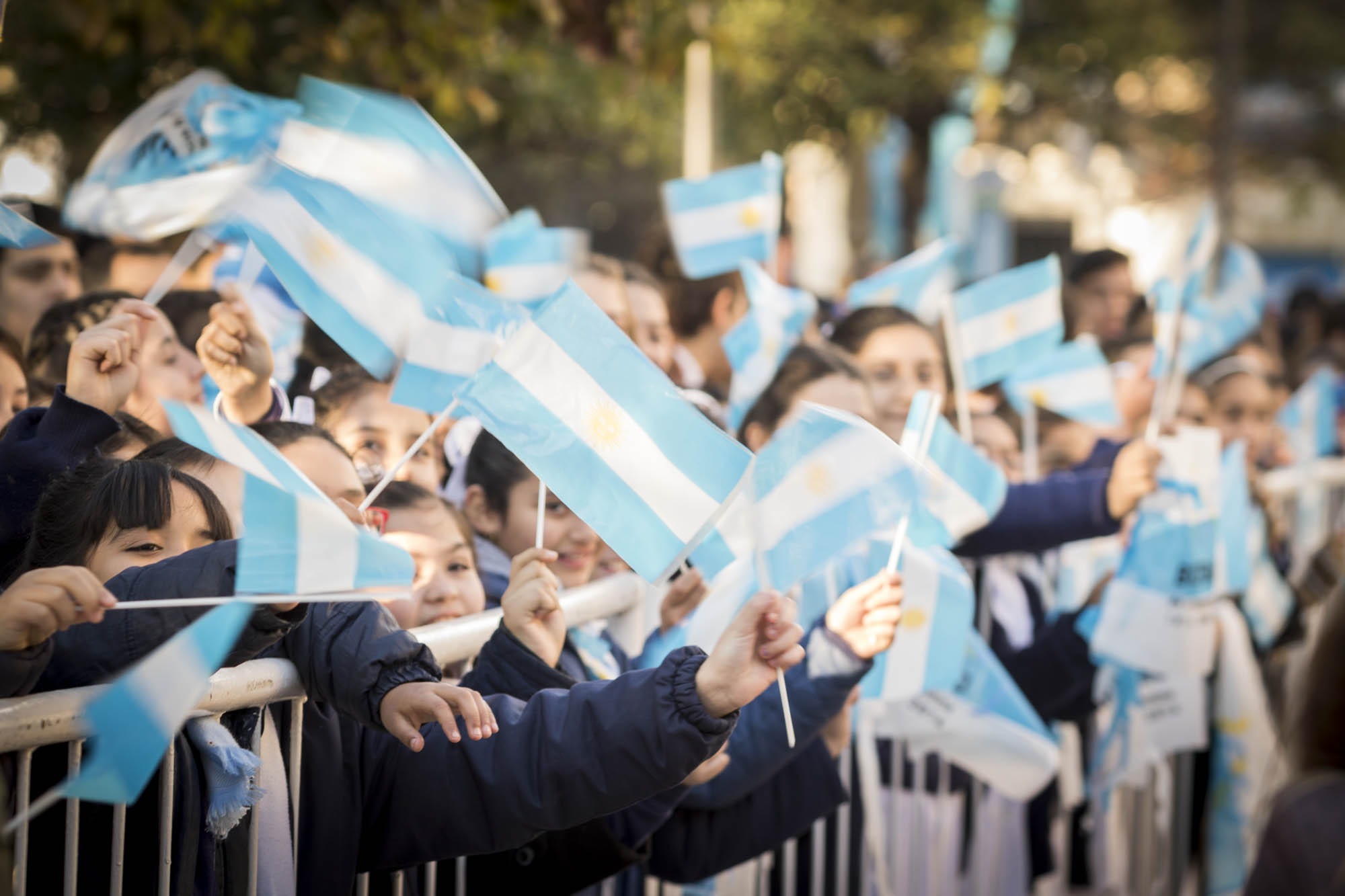
Niños festejando durante el Bicentenario de la Independencia de Argentina en San Miguel de Tucumán.

Evolución histórica de la población de la provincia hasta 1895:
- 1778: 19 468[18] -20 104[19] ha.
- 1789: 22 809 ha.[18]
- 1800: 20 014 ha.[18]
- 1803: 20 000 ha.[18]
- 1820: 40 000 ha.[20]
- 1847: 45 000 ha.[21]
- 1853: 65 000 ha.[21]
- 1869: 108 953 ha.[22]
- Censo 1991: 1 142 105 habitantes (Indec, 1991):
  - Población urbana: 875 208 habitantes (Indec, 1991)
  - Población rural: 266 897 habitantes (Indec, 1991)
- Censo 2001: 1 336 664 habitantes (Indec, 2001):
  - Población urbana: 1 060 424 habitantes (Indec, 2001)
  - Población rural: 276 240 habitantes (Indec, 2001)
- Censo 2010: 1 448 200 habitantes.
  - Población urbana: 1 170 302

- - Población rural: 277.886

- Censo 2022: 1 731 820 habitantes.

| Evolución de la población de la Provincia de Tucumán desde 1895 hasta 2010 |
|                                                                            |

## Geografía

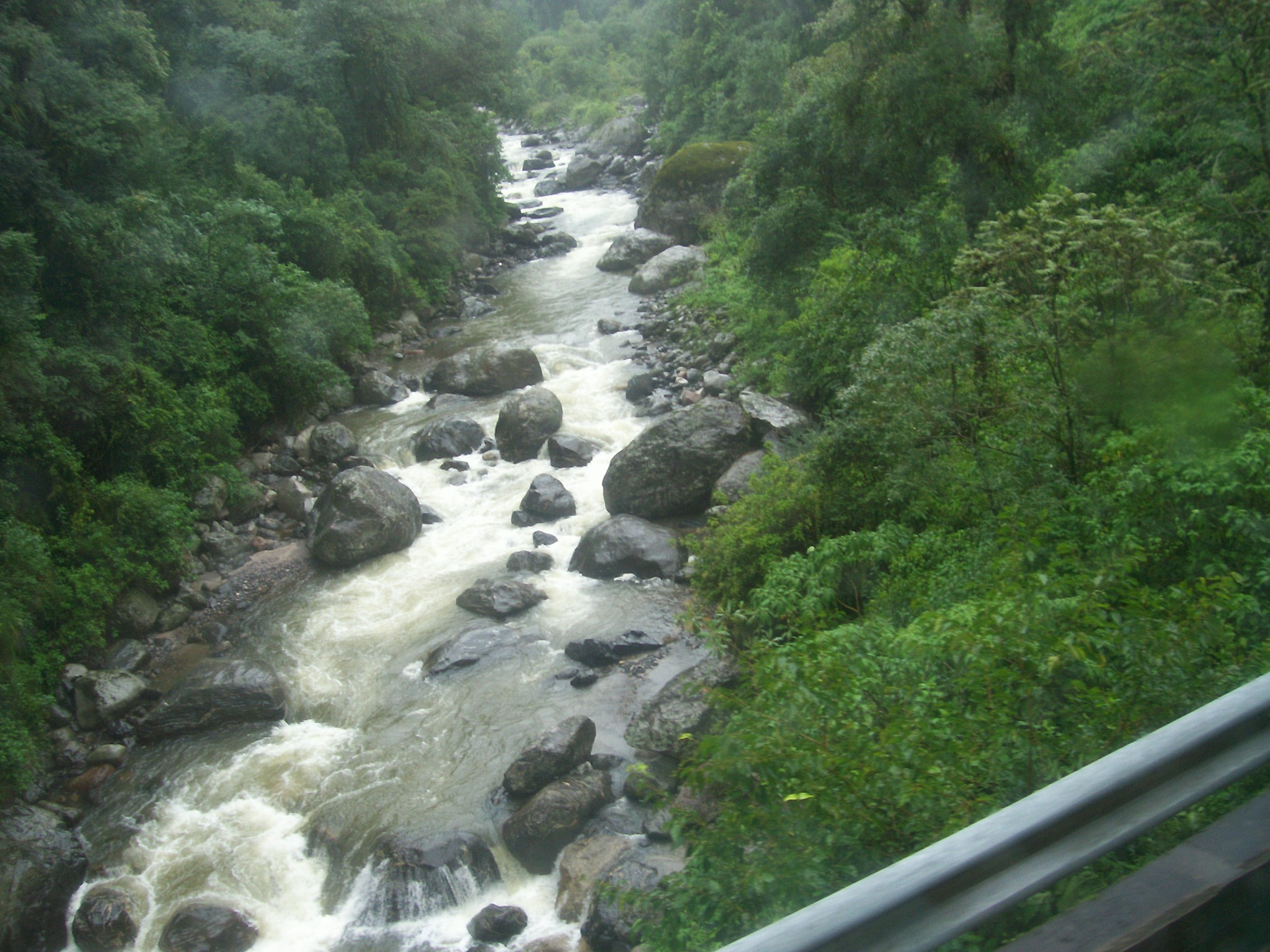
Río Los Sosa en medio de la Quebrada que lleva su nombre.

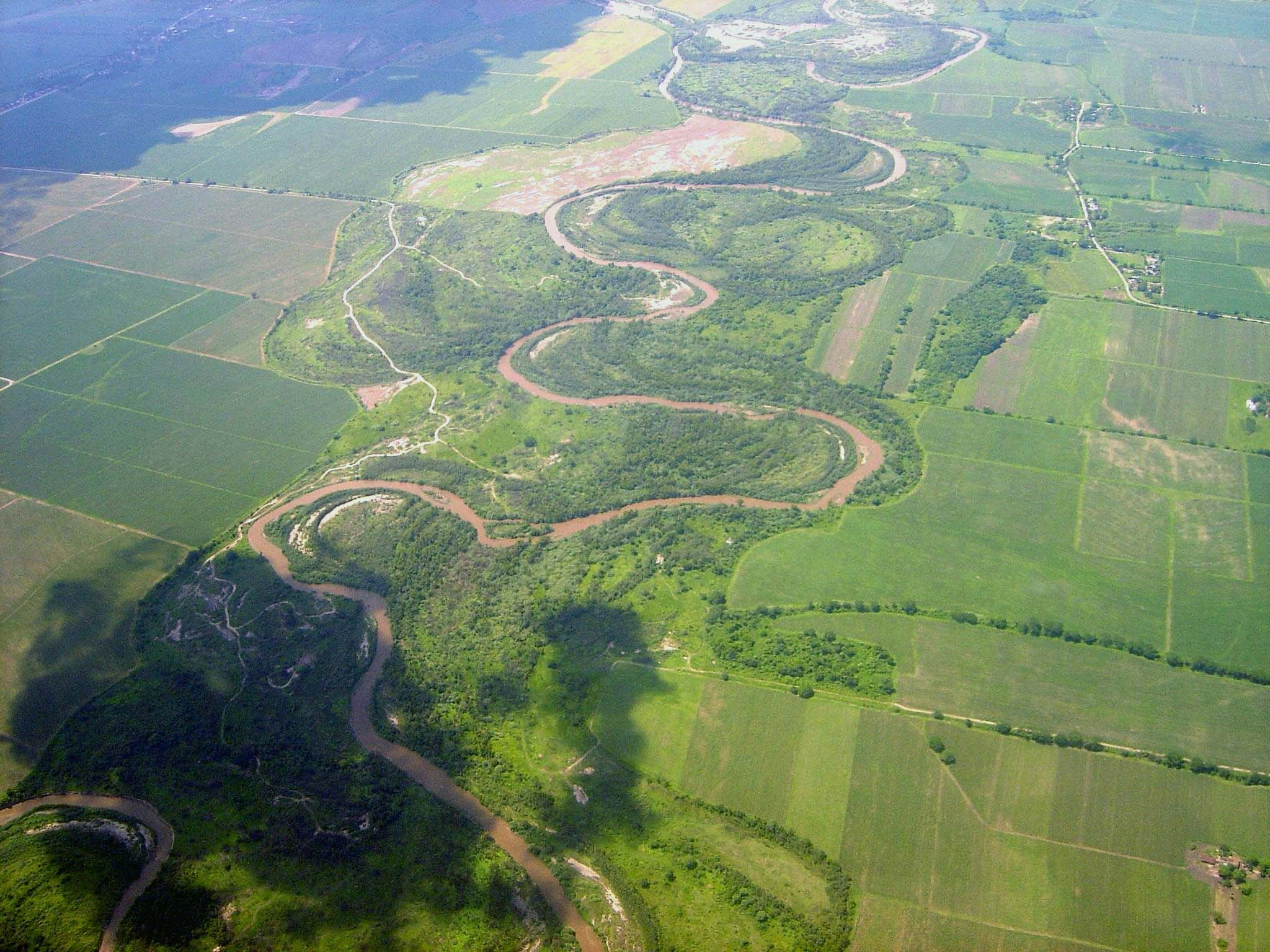
Vista aérea del Río Dulce que nace en las Cumbres Calchaquíes.

Es la provincia más pequeña, presentando tres áreas:
1. Al este, llanuras que forman parte de la región de las yungas, llamadas pampas de Tucumán.
2. Al oeste, tres cadenas montañosas: al norte, las Cumbres Calchaquíes pertenecientes a la Cordillera Oriental, con un bioma de chaco serrano; al sur, la Cadena del Aconquija el cordón más septentrional perteneciente a las Sierras Pampeanas, con bioma de yungas. La unión entre estos dos cordones se produce en el hermoso Valle de Tafí cubierto de prados y céspedes montañosos. En el extremo noroeste de Tucumán, se encuentra una tercera cadena montañosa, las Sierras de El Cajón o Quilmes, que delimitan los Valles Calchaquíes, con bioma de monte y prepuna.
3. Al noreste, las Sierras Subandinas representadas por las Sierras de Burruyacú, con bioma de yungas.

Las mayores alturas de la provincia se encuentran en el Cerro del Bolsón de 5550 m s. n. m. y el Cerro de las Dos Lagunas (o de los Cóndores), de 5450 m s. n. m., ambos en los Nevados del Aconquija, cubierta de nieves eternas, donde se encuentra el Glaciar Chimberí.
Desde la ciudad de San Miguel de Tucumán se puede apreciar claramente el Cerro San Javier, en cual se encuentra a una distancia de sólo 25 km.
Las ciudades de San Miguel de Tucumán, Yerba Buena, Banda del Río Salí, Alderetes, Tafí Viejo, Las Talitas y El Manantial forman el conglomerado urbano conocido como el Gran San Miguel de Tucumán, de cerca del millón de habitantes y que va desde terrenos altos y montañosos al oeste, hasta la llanura y el río en la zona este.
Cerro del Bolsón
El cerro del Bolsón, máxima altura de Tucumán y perteneciente al ámbito regional de las Sierras subandinas, se encuentra próximo al límite con la provincia de Catamarca. El cerro, de 5550 m s. n. m., forma parte de los nevados del Aconquija, conjunto montañoso que forma parte del encadenamiento o cordón Oriental (también conocido como de Aconquija) de las Sierras subandinas, y que está integrado por varios cerros y nevados. Dicho cordón Oriental se prolonga, en sentido norte-sur, desde las cumbres Calchaquíes y la sierra del Aconquija hasta las sierras de Ancasti al este y la de Ambato al oeste, pasando por los Nevados del Aconquija.

### Clima tripolar y vegetación

Mapa climático de Tucumán según la clasificación climática de Köppen

Los cordones montañosos se encargan de detener los vientos húmedos del Atlántico, provocando que se eleven. La condensación de humedad en esta zona provoca sobre las laderas orientales lluvias y nevadas que reciben el nombre de precipitaciones orográficas que rondan los 3000 mm anuales en algunas zonas. Esta cantidad de precipitaciones da lugar a una zona de vegetación ubérrima o muy abundante, con abundancia de especies florales y frutales, que justifica que la provincia sea conocida como «El jardín de la República». Tal zona de vegetación abundante es una nimbosilva  que forma parte de la llamada Selva Tucumanotarijeña o región meridional de las Yungas.
En la provincia de Tucumán esta formación fitogeográfica se escalona en pisos altitudinales, los más bajos son de pluviselva cálida tropical con gran cantidad de especies: tipa, tarco o jacarandá, cebil, horco molle, tala, yuchán, pacará, guayacán, caspi, ceibo, chañar, lapacho rosado, laurel, etc. entre los árboles; pasionarias, helechos, orquídeas, campanillas, etc entre las abundantes especies florales arbustivas y epifitas. Los pisos intermedios, en altitudes que van de los 600 a casi 1300 m s. n. m. se encuentran cubiertos por densa Selva Montana, y sobre los 1300 m s. n. m. se encuentran bosques fríos de altura entre los que se destacan los bosques autóctonos de aliso, pino del cerro y nogal, superando los 3500 m s. n. m. a 4000 m s. n. m. se encuentran los prados fríos montanos y luego la zona de hielos eternos.

### Fauna autóctona
La mayor parte de la fauna autóctona ha sido casi extinta totalmente por el ser humano desde la época de la Conquista, y, especialmente en el periodo que va desde fines de siglo XIX a todo el siglo XX. Uno de los primeros animales extintos en tiempos históricos ha sido el oso de anteojos, luego le han seguido el yaguar o yaguareté (llamado en la región: "tigre") y, ya en el s XX el tapir llamado en la región "anta", el pecarí (llamado en la región "chancho de monte"), el aguará guazú (llamado "lobo de crin"), diversos ciervos de los que restan en las zonas montañosas más inaccesibles algunos ejemplares de la especie llamada taruca. En la zona de los Valles Calchaquíes están casi extinguidos los auquénidos como la llama, la vicuña y la alpaca, aunque existen proyectos y emprendimientos que buscan revalorizar su cría, dado el excelente valor de sus subproductos. Del mismo modo ha disminuido el guanaco que habitaba toda la provincia, subsisten con riesgo de extinción: pumas, corzuelas y zorros.
En cuanto a aves, entre muchas especies, habita el tucán toco, la urraca común, el caburé o mochuelo tucumano, diversos loros como el loro tucumano o alisero, el loro hablador, el calacante cara roja, y muchas especies de cotorras. Del género falconidae habita el carancho, el halcón peregrino y el matamico andino. Del género accipitridae habitan la águila mora, la águila crestuda real, la águila viuda y la águila harpía, esta última en peligro crítico. Además suele encontrarse las aves nacionales del país, como es el cóndor andino y el hornero.

### Áreas naturales protegidas

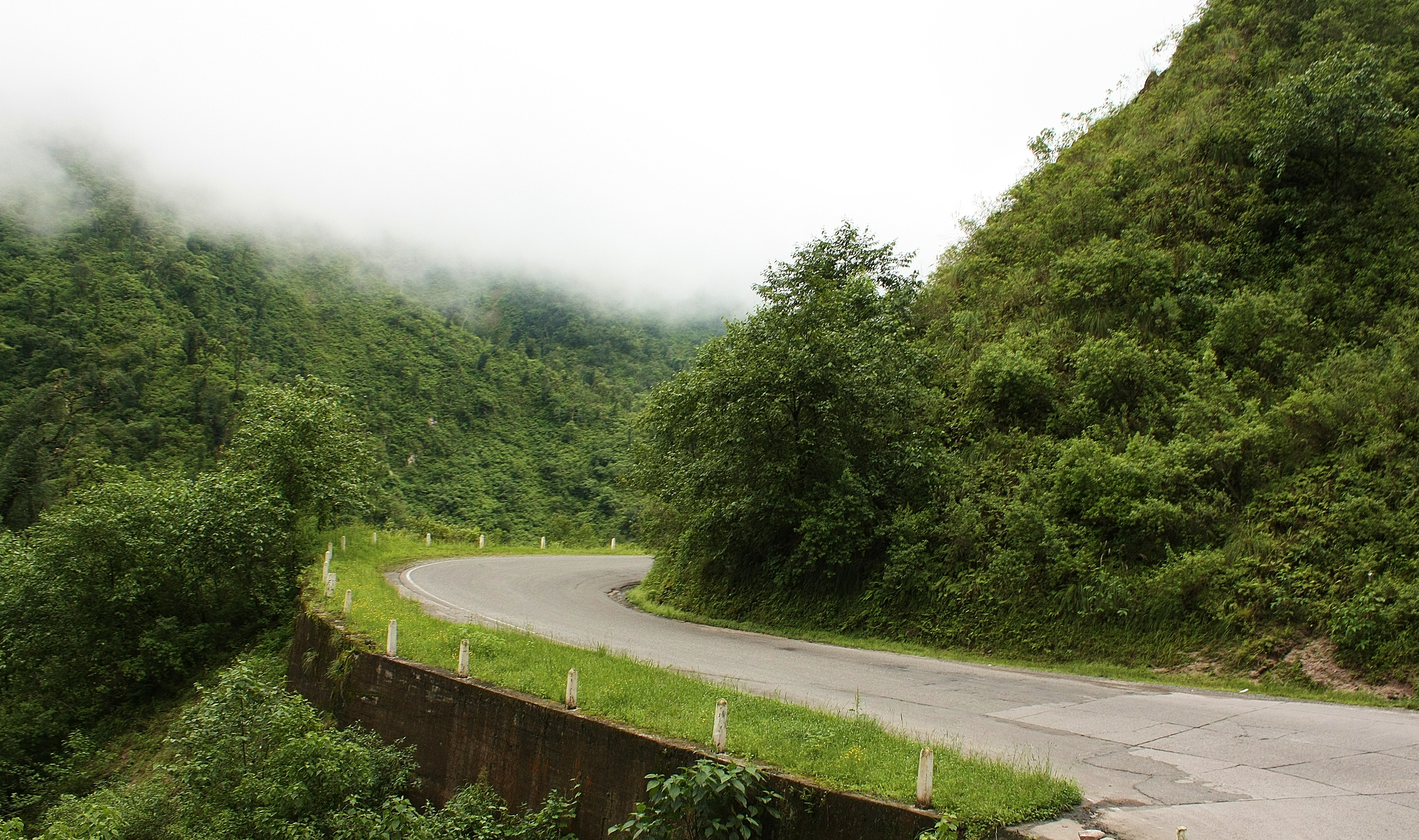
Las yungas en Tucumán.

La Provincia de Tucumán cuenta con un conjunto de áreas que totalizan 411 910 ha, cuyas características geográficas o históricas les confieren especial interés.
- Parque nacional Aconquija
- Reserva "Horco Molle", de la Universidad Nacional de Tucumán. 14.000 Hs
- Reserva forestal La Florida
- Parque provincial Los Ñuñorcos
- Quebrada del Portugués
- Parque provincial Aconquija
- Parque provincial Ibatín
- Parque provincial Cumbres Calchaquíes
- Quebrada de Los Sosa
- Reserva provincial Santa Ana
- Reserva natural Aguas Chiquitas
- Reserva provincial La Angostura
- Parque provincial Cumbres Calchaquíes

A las anteriores reservas se les adjunta el parque nacional Aconquija que en su territorio de 77 mil hectáreas incluye zonas de selva subtropical, páramos y montañas cubiertas por nieves eternas.

### Recursos hídricos

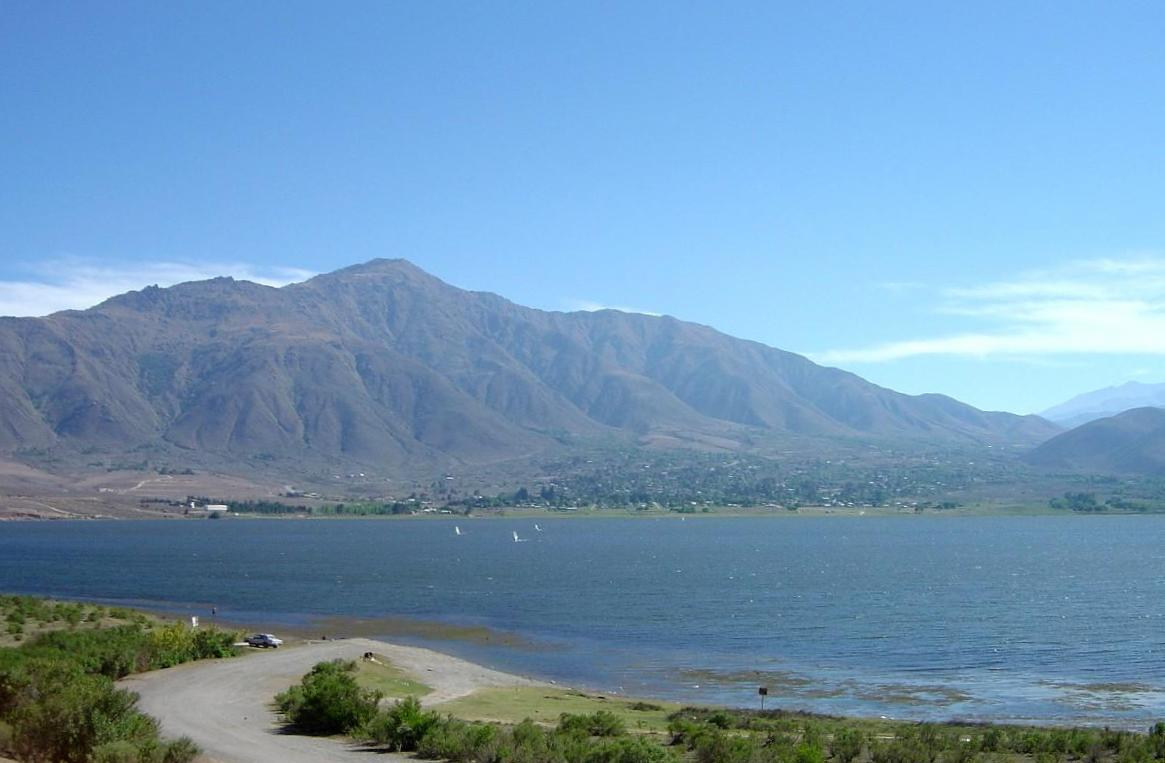
Dique La Angostura.

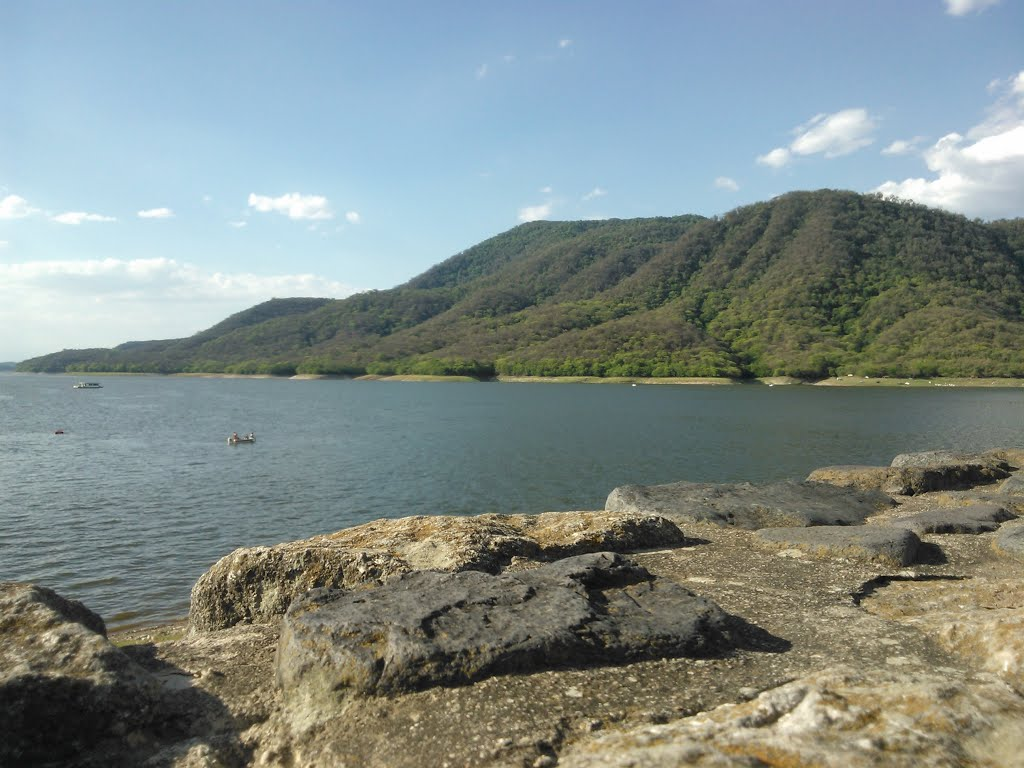
Dique El Cadillal.

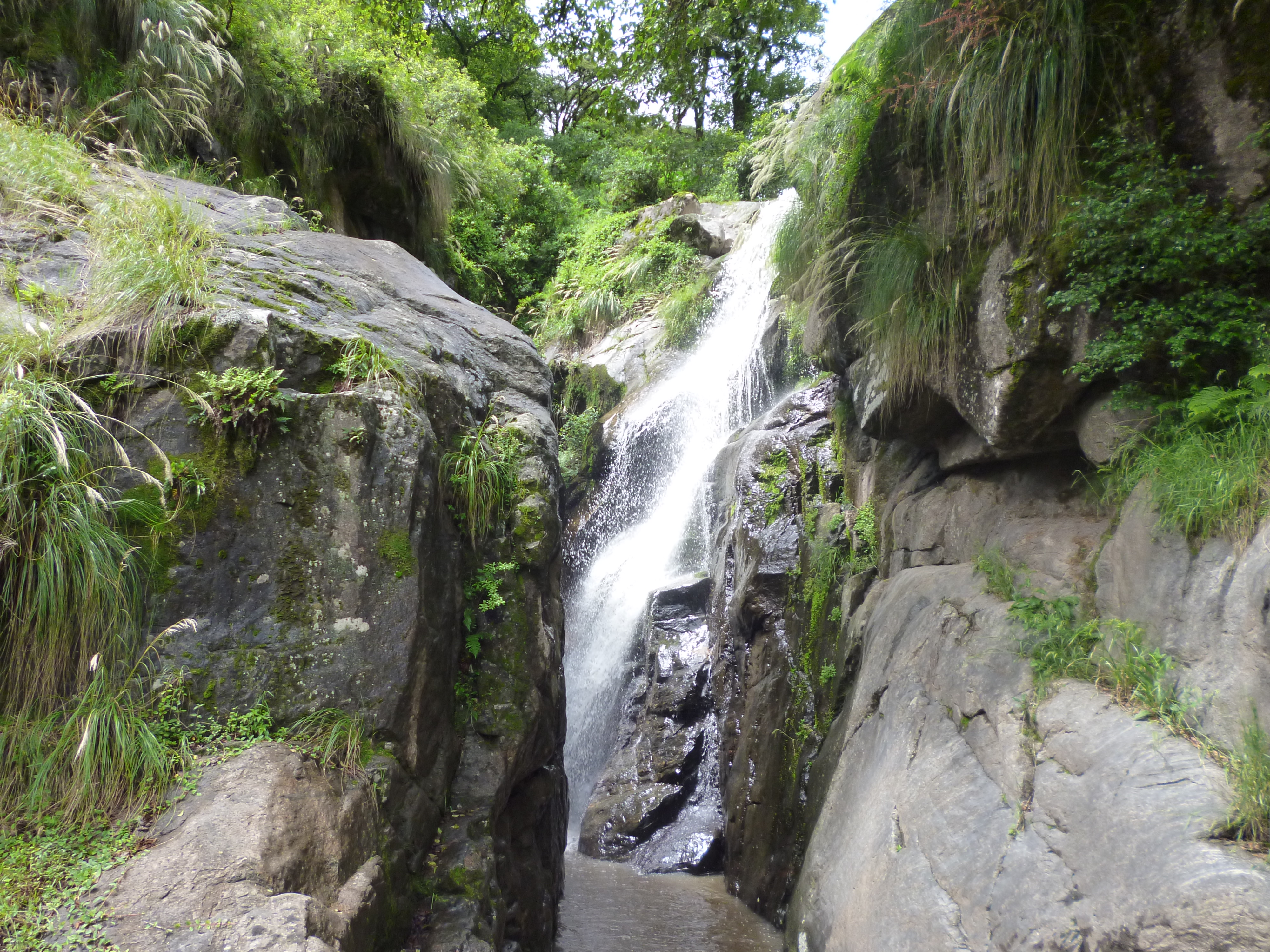
Cascada en la zona del Dique Escaba, rodeada de la selva de las Yungas.

Los Valles Calchaquíes se encuentran recorridos por el río Santa María, el cual es el único río que pasa por el territorio provincial y que luego sus aguas llegan hasta el océano. En el sureste se encuentra el Embalse de Río Hondo en el límite con la provincia de Santiago del Estero, en este dique desembocan la mayoría de los ríos de la provincia. Más al norte, se encuentran los embalses de El Cadillal, ubicado sobre el río Salí que es el principal río de la provincia y el Dique El Cajón, en el Departamento Burruyacu. Al Oeste, en el Valle de Tafí, se encuentra el dique La Angostura, sobre el río de los Sosa, el cual regula el cauce de este río de montaña.
Al sur, en el Departamento Juan Bautista Alberdi, se encuentra el complejo hidroeléctrico de Escaba y Batiruana, sobre las nacientes del Río Marapa, con lo cual se aprovecha para la producción de energía hidroeléctrica, para el riego de los cultivos de cuatro departamentos (J. B. Alberdi, La Cocha, Graneros y Río Chico), para el consumo humano de poblaciones circundantes y para el uso recreativo, deportivo y turístico del dique y la zona. El dique Escaba fue el primero en planificarse y construirse en toda la provincia, comenzando su construcción en el año 1937.
Por su parte la nimbosilva, de los faldeos montanos orientales, es fundamental reservorio hídrico, ya que la densa vegetación actúa como una esponja; manteniendo fijada y condensada la humedad de las nubes o estrato casi constante de nubes llamado baritú.
También cumple función importantísima de reserva de agua dulce de montaña, el conjunto de nieves eternas en las alturas superiores a los 3500 m s. n. m.

Prácticamente la totalidad de las aguas pluviales originadas en la ladera oriental de las Cumbres Calchaquíes y la sierra del Aconquija aportan sus aguas al río Salí, uno de los dos más importantes del NOA (Noroeste Argentino), este río, conocido como Río Dulce en la mayor parte de su curso es el eje vertebrador de la provincia de Tucumán desde tiempos antiguos, en el límite entre las provincias de Tucumán y Santiago del Estero se ubica el bastante extenso embalse de Río Hondo que contiene las aguas que le aporta el Río Salí y sus caudalosos afluentes principales, tales como el Gastona, el Marapa, el Río Chico, San Francisco, Medinas, etc.

### Sismicidad
La sismicidad del área de Tucumán (centro norte de Argentina) es frecuente y de intensidad baja, y un silencio sísmico de terremotos medios a graves cada 30 años.
- Sismo de 1931: de 6,3 de intensidad, el cual destruyó parte de sus edificaciones y abrió numerosas grietas en la zona[26]

## Servicios públicos

### Salud
El Sistema de salud en la provincia se encuentra organizado bajo el Ministerio de Salud y el SIPROSA (Sistema Provincial de Salud) los cuales manejan y regulan todas las áreas y los asuntos relacionados con la sanidad, los hospitales, y la atención sanitaria de los ciudadanos en toda la provincia. Por otra parte, hay sectores, clínicas, hospitales e institutos que dependen de la administración provincial, municipal o de la administración privada.
Los principales Hospitales de Alta Complejidad de la provincia de Tucumán son:
- Hospital "del Niño Jesús" de Tucumán.
- Hospital "Ángel C. Padilla".
- Hospital "Centro de Salud Zenón Santillán".
- Hospital de Clínicas "Presidente Dr. Nicolás Avellaneda".
- Instituto de Maternidad "Ntra. Sra. de Las Mercedes".
- Hospital de Salud Mental "Juan M. Obarrio".
- Hospital Psiquiátrico "Ntra. Sra. del Carmen".
- Hospital Regional de Concepción "Dr. Miguel Belascuain".
- Hospital Centro de Salud de Yerba Buena "Dr. Ramón Carrillo".
- Hospital "Regional del Este".
- Hospital de Día "Presidente Néstor Kirchner".

Además, cada ciudad y/o departamento cuenta con al menos un hospital, centro de atención primaria de la salud (CAPS) o clínica privada; y para una mejor organización y manejo de los Centros Sanitarios Asistenciales existen 4 áreas programaticas: Área Programática Oeste, Área Programática Este, Área Programática Sur y el Área Programática Centro.

### Educación

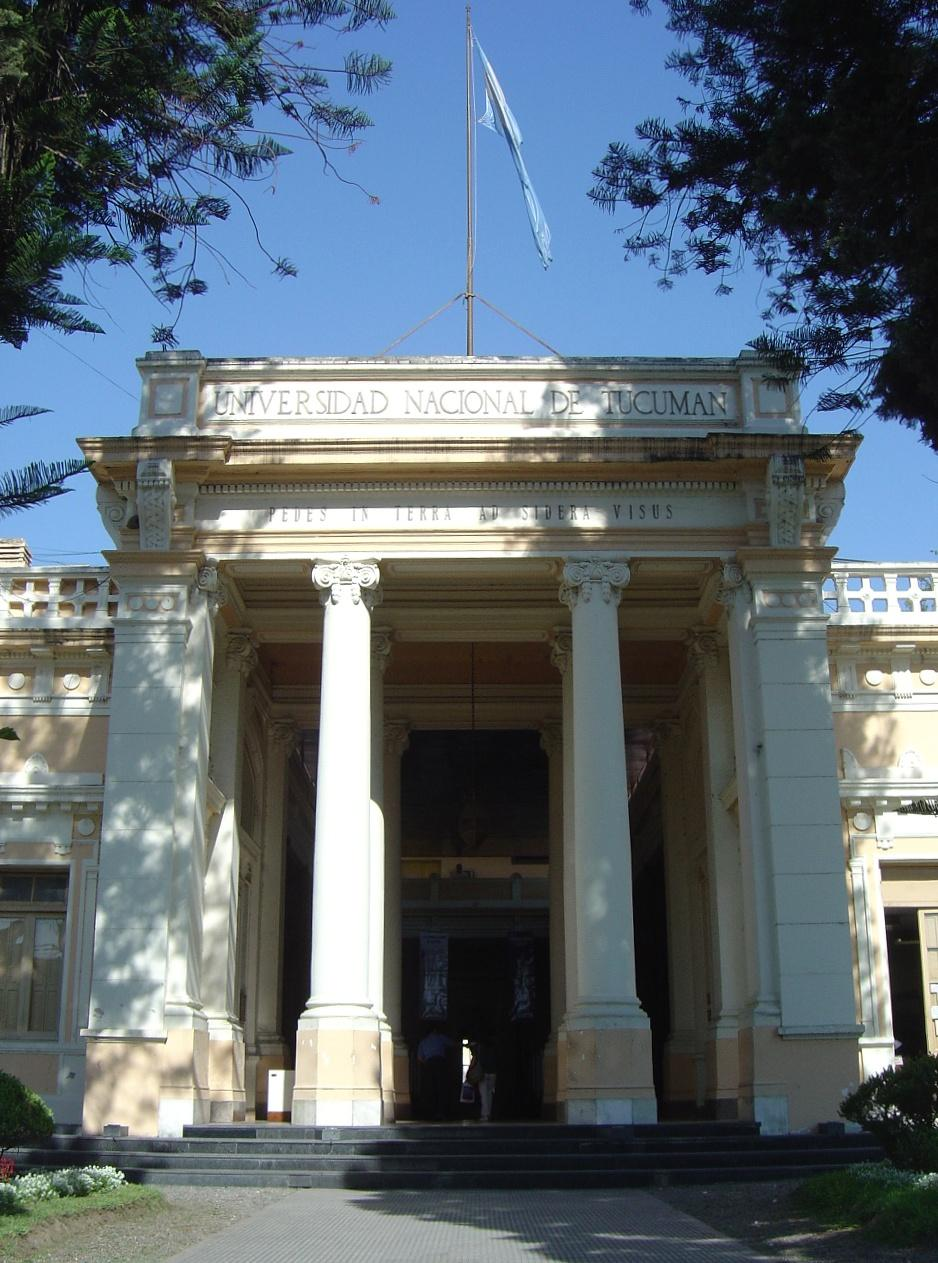
Rectorado de la Universidad Nacional de Tucumán creada en el año 1914.

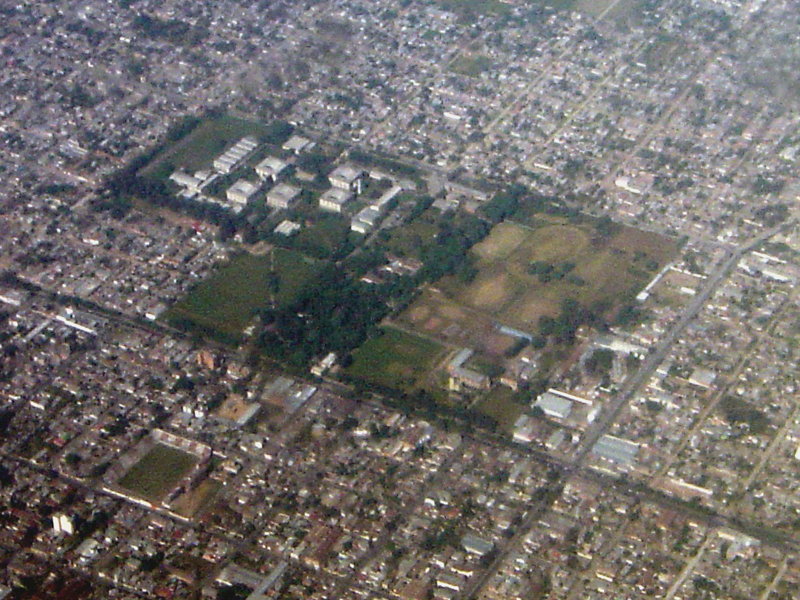
Campus de ingenierías, ciencias exactas y quinta agronómica de la Universidad Nacional de Tucumán en la Av. Roca 1800

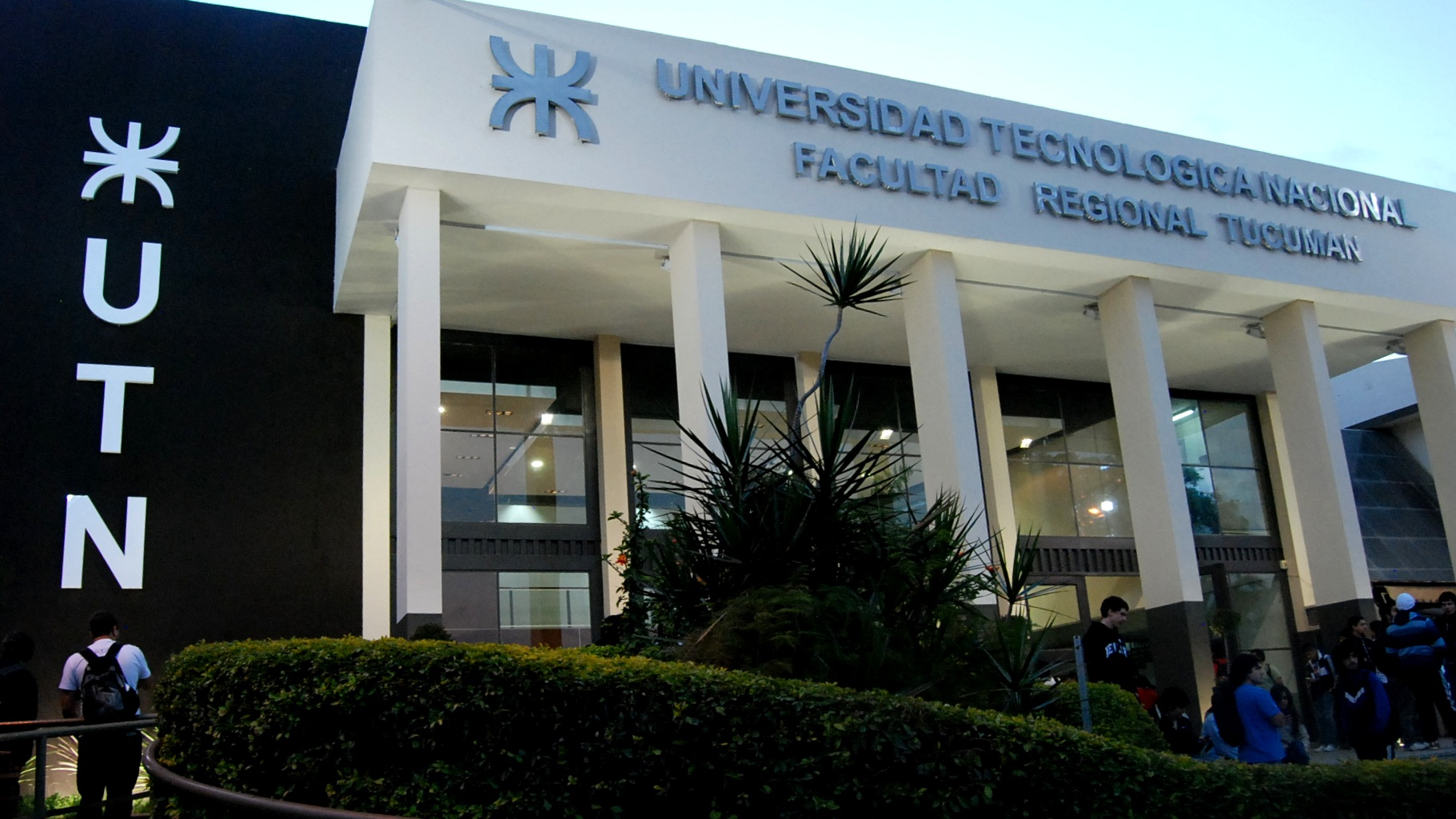
Facultad Regional Tucumán, sede de la Universidad Tecnológica Nacional en San Miguel de Tucumán.

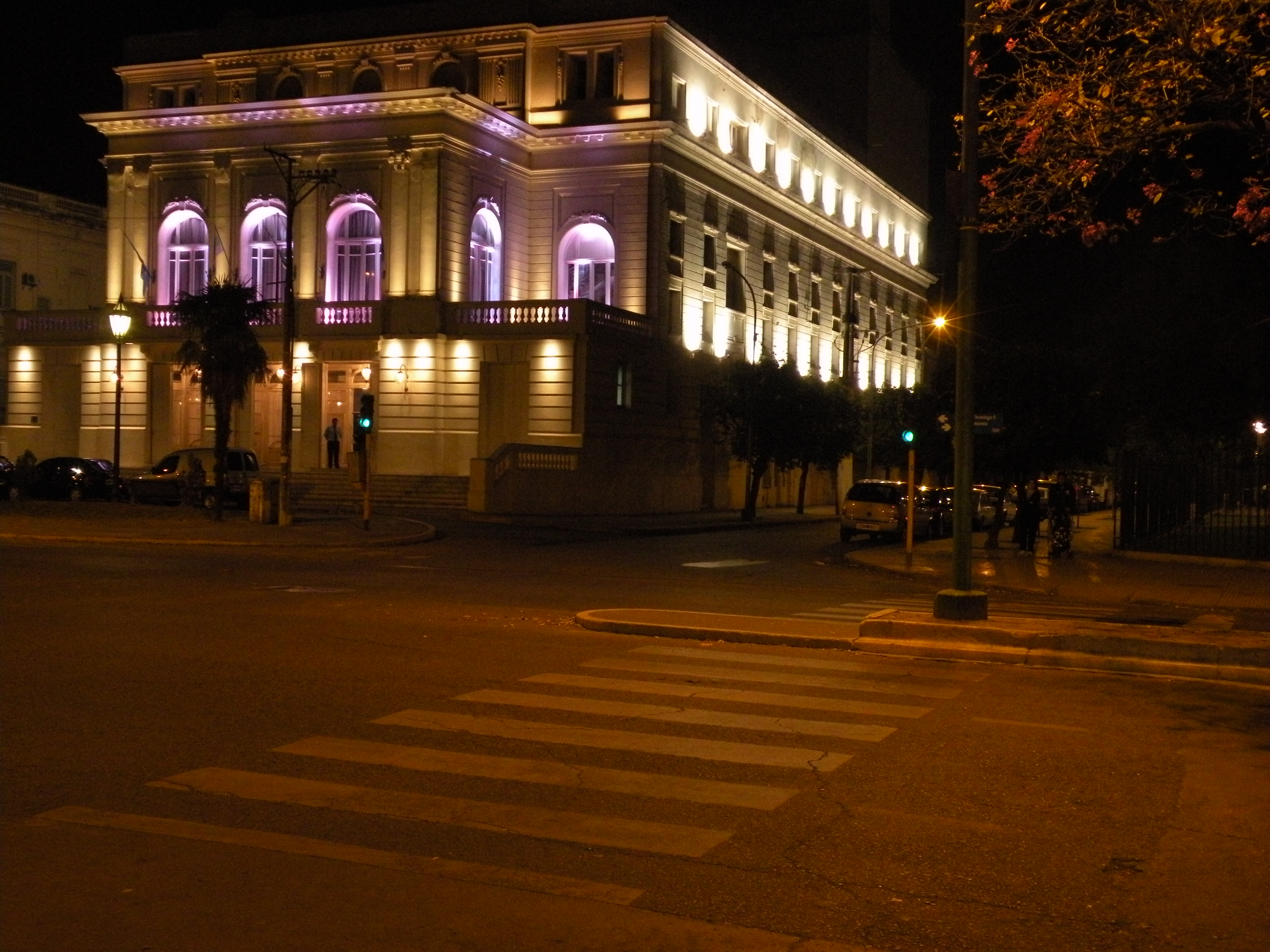
Teatro San Martín (Tucumán).

El nivel de alfabetismo es de 98,3 % para el total de la población. Entre las Instituciones Educativas y Culturales se encuentran:
- La Universidad Nacional de Tucumán:  creada en el año 1914, es la mayor universidad del Norte Argentino y una de las casas de altos estudios más reconocidas y prestigiosas de Argentina y Latinoamérica. Se organiza en 13 facultades, 5 escuelas universitarias e institutos dependientes. Ejerce una importante influencia regional debido a que atrae estudiantes de otras provincias del Norte, como Salta, Jujuy, Santiago del Estero o Catamarca. En el año 2010 se encontraban inscriptos 65.555 estudiantes en esta Universidad, de los cuales el 2,5 % eran extranjeros. También posee subsedes en las ciudades de Aguilares, Alberdi, Monteros, Simoca, San Pedro de Colalao y Famailla.[31]
- La Universidad Tecnológica Nacional:  posee en esta provincia una facultad, la Facultad Regional Tucumán (FRT), única sede ubicada en el Noroeste del país. La Facultad Regional Tucumán es una unidad académica dependiente de la Universidad Tecnológica Nacional establecida en 1954. Su sede se encuentra en la zona norte de la ciudad de San Miguel de Tucumán. Tiene una amplia oferta académica: Tecnicaturas, Licenciaturas, Carreras de Grado y de Postgrados de Ingenierías, además de 4 Centros de Investigación. Se dedica a formar Ingenieros y técnicos altamente capacitados para los rubros de industria y servicios principalmente. En el sur provincial se abrió un anexo de la FRT en la Ciudad de Concepción. Cuenta en la actualidad con más de 5000 alumnos.
- La Universidad del Norte Santo Tomás de Aquino: fue creada en 1965 como universidad privada católica. Posee su sede en la Capital Tucumana, también tiene Centros Universitarios en la Ciudad de Concepción, en Yerba Buena, y en la Ciudad de Buenos Aires. Se encuentra organizada en 5 facultades de las cuales egresan RRHH muy bien capacitados.
- La Universidad San Pablo-T:  es la primera “Universidad Privada Laica” del Noroeste argentino y la primera Universidad Argentina creada en el siglo XXI. En ella se dictan más de 10 carreras en materia de tecnología y diseño industrial así como en relaciones políticas, jurídicas, económicas, culturales y comunicacionales.[32]
- La Universidad Empresarial Siglo 21:  ubicada en la calle Buenos Aires 500. Se puede estudiar carreras de grado en lo relacionado con ciencias económicas y jurídicas y tiene sedes en todo el país con la principal en Córdoba.
- El Instituto Miguel Lillo:  instituto creado por Miguel Lillo, tal instituto universitario es dependiente de la UNT y está dedicado a la investigación científica y biológica de la naturaleza, la biodiversidad, las especies autóctonas de la región y de las especies exóticas y su impacto en la naturaleza. Tiene su sede en la Ciudad Capital de la Provincia.
- Los Teatros “San Martín”, “Alberdi” y “Guzmán”, los Museos “Casa Histórica de la Independencia”, “Histórico Pres. N. Avellaneda”, “de Bellas Artes Timoteo Navarro”, “Folclórico Belgrano”, “Casa Obispo Colombres”, “de Ciencias Naturales M. Lillo”, “San Martiniano de Burruyacu”, “Universitario MUNT” y los Centros Culturales “Eugenio F. Virla”, “L. Rouges” y “R. Rojas de Aguilares” aportan con sus actividades a la cultura provincial y conforman verdaderos polos culturales para la provincia de Tucumán y la región.
- En el ámbito científico y tecnológico Tucumán cuenta con once centros de investigación dependientes del CONICET, como son el Cerela, Proimi Archivado el 29 de octubre de 2018 en Wayback Machine., Insugeo, Insibio, Ises, Inquinoa, Ilav, Invelec, Itanoa, Ibl y Uel, además de un prestigioso centro perteneciente al estado provincial, como es la Estación Experimental Agroindustrial Obispo Colombres.

## Economía

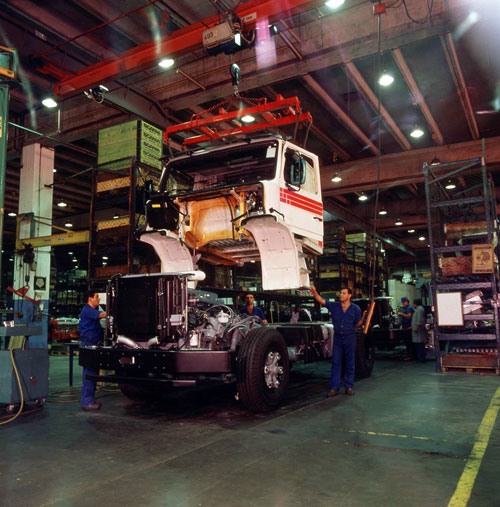
Fábrica de Scania en la capital.

Desde el período colonial se desarrolló la vitivinicultura en las estancias jesuíticas establecidas en el territorio de la actual provincia de Tucumán, luego a esto se sumó una importante y el skeler tradicional industria del cuero (curtiembres, talabartería y marroquinería), a fines del siglo XVIII se desarrolló la producción de aguardientes acompañada de medianos cultivos de arroz, esto y la introducción de la caña azucarera atribuida al obispo Colombres restó importancia a la vitivinicultura que no podía competir cuantitativamente con la desarrollada en otras provincias, sin embargo las postrimerías del siglo XVIII y gran parte del siglo XIX se caracterizaron por la importancica que cobró en Tucumán la fabricación de carruajes para los transportes a largas distancias. En zonas más apartadas se desarrolló una primorosa industria textil como la de las randas y encajes de Raco.
Actualmente entre las principales actividades que se desarrollan se encuentran los complejos agroindustriales del azúcar y del limón, que abarcan desde la producción primaria, pasando por las diversas etapas de procesamiento hasta el producto final, obteniéndose, en el caso del limón, desde fruta en fresco clasificada y empacada hasta productos industriales como jugos concentrados o aceites esenciales. Otras actividades que tienen una fuerte participación en la generación de valor en la provincia son las industrias: automotriz (por ejemplo camiones y material ferroviario– con importantes talleres en Tafí Viejo–), textil y calzado, golosinas, gaseosas y papel, cervecerías, excelentes quesillos y quesos (principalmente en Tafí del Valle).
En la actividad primaria tiene gran relevancia, además de la caña de azúcar y de limón ya mencionados, el arándano azul, la frutilla y cultivos extensivos como los de soja, maíz, trigo y poroto, la horticultura y el tabaco.
El PBG (Producto Bruto Geográfico) de Tucumán representa alrededor del 2,6% del PBI de Argentina, en el top n°6 a nivel nacional. Esto convierte a Tucumán en la provincia con mayor capacidad productiva de la Región del Norte Grande Argentino. Además, y sobre todo en la última década, la capital Tucumana fue la ciudad del norte grande con mayor concentración de oficinas y sedes administrativas de empresas que operan a nivel nacional y también funciona como acceso de muchas empresas internacionales a la región norte del país.

### Actividades Primarias
En la actualidad, la superficie cultivada ocupa alrededor de 656 000 ha el (año 2003), distribuida de la siguiente forma:
- Cultivos Industriales: se destaca principalmente la caña de azúcar, aunque también se cultiva tabaco en su variedad Burley en el sur de la provincia.
- Cereales y Oleaginosas: se trata mayormente de soja y trigo, aunque también se cosecha maíz y sorgo.
- Cítricos: Tras la crisis de la industria azucarera, ocasionada en la segunda mitad de los 1960s, años en los cuales muchos "ingenios" fueron clausurados, se impuso el cultivo del limón, que produce anualmente alrededor de 1 200 000 t. Es la actividad que más creció desde fines del siglo XX, desplazando a otros cultivos más tradicionales. Cabe destacar que Argentina es actualmente el primer productor mundial de limones, y el 90 % de esa producción tiene como origen la provincia de Tucumán, a través de sus 33 empresas de empaque (packings). Lo producido se destina, en un 70 % a su industrialización (jugos concentrados, aceites esenciales y cáscara deshidratada) y un 30 % a su venta en fresco.
- Otras Frutas: la provincia es la primera productora nacional de paltas, con alrededor de 1.000 ha y .100 t producidas, también se produce en gran cantidad arándano azul y frutilla: actualmente Tucumán es la segunda productora de frutillas del país después de la provincia de Santa Fe, presentando la ventaja de disponer de fruta durante gran parte del año. Aproximadamente el 60 % de la fruta se comercializa en fresco y el resto se congela e industrializa dentro y fuera de la provincia. En arándanos, Tucumán es la tercera provincia productora.
- Hortalizas: las principales hortalizas producidas son tomates, lechuga, batata, papas (patatas), arvejas, sandías, etc.
- Ganadería: predomina la cría de razas criollas de bovinos, ovinos y caprinos para consumo local y producción de excelentes quesos y "quesillos".
- Apicultura: la provincia de Tucumán es gran productora de miel en particular de la llamada "miel de limón" debido al gusto que ésta posee.
- Minería: existe explotación de sal y, a menor escala, de mica, arcilla, limo, yeso, calizas arena y canto rodado.
  - Industria del Software: Tucumán es la principal provincia del Norte Argentino en cuanto a Industria del Software y Servicios Informáticos, orientada a mercados nacionales e internacionales. El Clúster Tecnológico Tucumán fue fundado en 2007 y está integrado por más de 30 empresas, entre las que incluye compañías internacionales como Globant, Sovos, Everis y firmas líderes nacionales como Censys.
  - Otras industrias: comprende una variedad de rubros, que incluye alimentación, textil, metalmecánica y maquinarias pesadas. El rubro metalmecánico adquirió gran relevancia como proveedor del sector minero de la región. También se desarrolló recientemente la industria vitivinícola, principalmente en el Departamento Tafí del Valle. En 2014 se registró una producción total de 1 033 500 litros de vino, en 86 ha, surgido de las siguientes bodegas: Arcas de Tolombón, Las Mojarras, La Churita, Luna de Cuarzo, Alto la Ciénaga, Río de Arena, Finca La Silvia, Bodega Cerro el Pelao, Comunidad de Los Zazos, Posse, Marebbe, La Constancia y Valle de Choromoro.

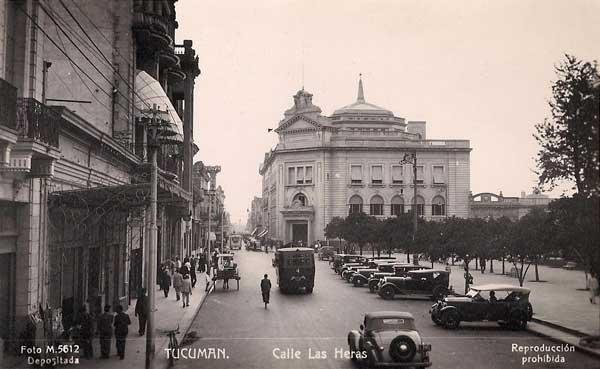
El centro de Tucumán en la década de 1920

|    | Empresa                                  | Fabricación                             | Departamento       |
| -- | ---------------------------------------- | --------------------------------------- | ------------------ |
| 1  | Arcor                                    | Golosinas                               | Lules              |
| 2  | Scania                                   | Cajas de Cambio y Diferenciales         | Cruz Alta          |
| 3  | ABB Tubío                                | Materiales Eléctricos de Baja Tensión   | Leales             |
| 4  | BGH                                      | Telefonía Móvil                         | Tafí Viejo         |
| 5  | Algodonera San Nicolás (TN & Platex 2)   | Textil                                  | Burruyacú          |
| 6  | Alpargatas                               | Calzado Deportivo                       | Río Chico          |
| 7  | Santista Textil                          | Textil                                  | Famaillá           |
| 8  | Tecotex                                  | Textil                                  | Lules              |
| 9  | TN & Platex                              | Textil                                  | Burruyacú          |
| 10 | Celusal                                  | Sal de Mesa                             | Burruyacú          |
| 11 | Calsa                                    | Levaduras                               | Lules              |
| 12 | Quilmes                                  | Cervezas Quilmes y Norte                | Monteros           |
| 13 | Klaukol                                  | Materiales para Construcción            | Burruyacú          |
| 14 | Papelera Tucumán                         | Papel                                   | Lules              |
| 15 | Refinor                                  | Refinación de Petróleo                  | Cruz Alta          |
| 16 | YPF Energía (El Bracho)                  | Generación de Energía Eléctrica         | Leales             |
| 17 | Minera Alumbrera                         | Filtrado de Concentrados de Cobre y Oro | Cruz Alta          |
| 18 | Weber-Iggam                              | Materiales para Construcción            | Capital            |
| 19 | Estisol                                  | Materiales para Construcción            | Famaillá           |
| 20 | Albanesi (Central Térmica Independencia) | Generación de Energía Eléctrica         | Capital            |
| 21 | San Miguel Globant                       | Cítricos y derivados                    | Famaillá           |
| 22 | Scania                                   | Camiones y vehículos pesados            | Banda del Rio Salí |
| 23 | Topper                                   | Calzados e Indumentaria                 | Aguilares          |

### Reseña histórica

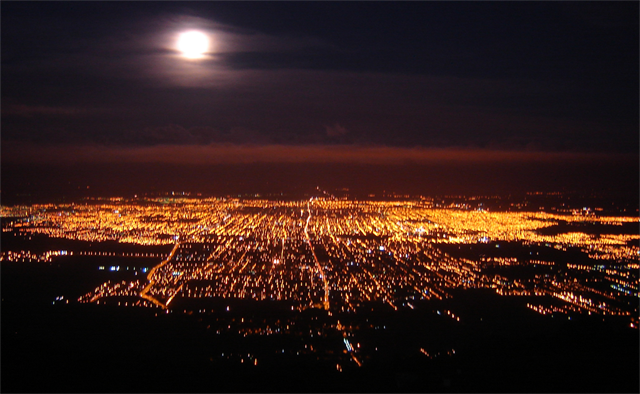
Vista panorámica de San Miguel de Tucumán desde el Cerro San Javier.

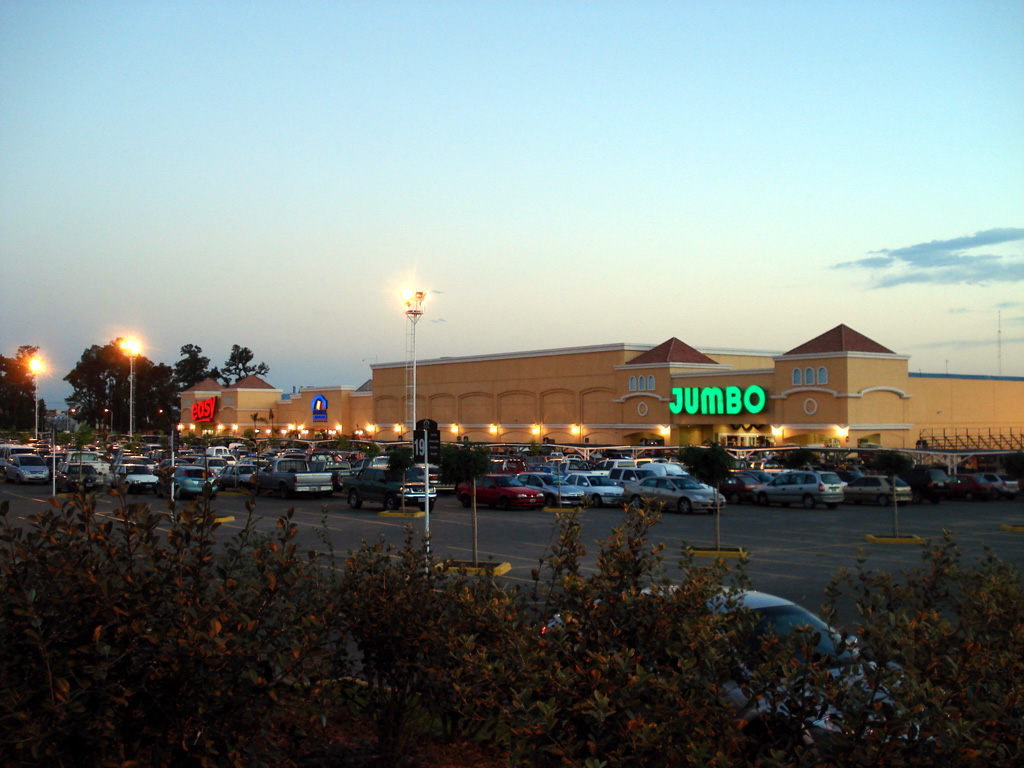
Sucursal de Jumbo en San Miguel de Tucumán.

La industria tucumana ya era de bastante importancia en el periodo colonial español, en esa época el área territorial de San Miguel de Tucumán fabricaba indispensables carretas, arreos, arneses y calzados (talabartería), textiles (entre los que persisten los bordados llamados randas de Raco), las "Pampas de Tucumán" (la región llana y despejada de árboles ubicada en torno al núcleo urbano) eran uno de los grandes centros de cría y concentración de ganados mulares, equinos y vacunos cuyo mercado era el Alto Perú, también producía aguardiente de caña, así como quesos. Por otra parte la zona de esta provincia era una de las grandes etapas de las rutas comerciales lo que dio origen a ferias de las cuales perdura la gran Feria de Simoca.
Desde fines de siglo XIX y hasta la segunda mitad de los 1960s la economía tucumana se centró en un monocultivo industrial de caña de azúcar; la crisis del consumo de azúcar fue acompañada de una fuerte crisis socioeconómica hasta que se implementaron actividades sustitutas (por ello, en la década de 1970 más de 200.000 tucumanos debieron emigrar al conurbano bonaerense).
La producción cañera tucumana se mantuvo sin embargo en las zonas de minifundios organizados en cooperativas. La substitución en los latifundios antiguamente cañeros que poseían grandes "ingenios" (centros de procesado de la caña) se realizó más lentamente, diversificándose la producción en cultivos de mayor rentabilidad: palta, arándano azul, frutilla,chirimoya, tomate, chilto (Solanum betaceum), kiwis, cayotes, papas, viñedos y, sobre todo, limón: la Argentina es el mayor exportador mundial de limones, y el 97 % de la cosecha de limones para exportación — y el 80 % de la producción total del país— se realiza en la provincia de Tucumán.
Entrado el nuevo siglo, la industria azucarera tucumana volvió a adquirir trascendencia, y cuenta con interesantes perspectivas en cuanto a la generación de biocombustible (bioetanol).

### Síntesis
En la actividad primaria de la agricultura tienen gran relevancia la caña de azúcar (1.er. productor nacional), la palta (también 1.er. productor nacional), la frutilla (2.º productor nacional), el arándano (3.er. productor nacional) y cultivos intensivos como los de soja, maíz, trigo y poroto, tomate y diversas variedades de horticultura y el tabaco.

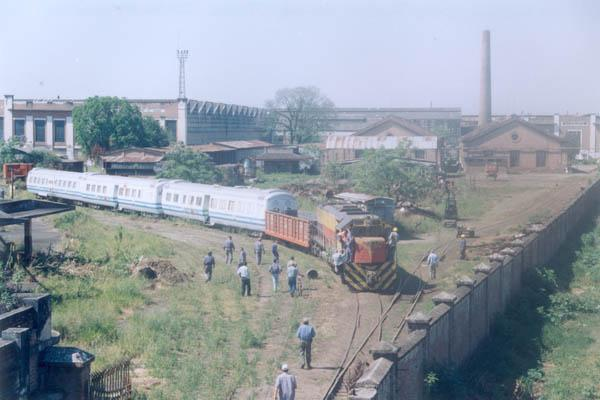
Vista de los antiguos Talleres ferroviarios de Tafí Viejo.

Entre las principales actividades agroindustriales se encuentran los complejos del azúcar y del limón, que abarcan desde la producción primaria, pasando por las diversas etapas de procesamiento hasta el producto final, obteniéndose, en el caso del limón, desde fruta en fresco clasificada y empacada hasta productos industriales como jugos concentrados o aceites esenciales.
Tucumán es en azúcar, el primer productor nacional ya que representa el 65% de la producción argentina.
Además, Tucumán es el primer productor mundial de limones y también el principal industrializador de esta fruta. Y desde inicios del presente siglo XXI la provincia de Tucumán destaca en ser una de las principales productoras de chía del planeta.
La producción agraria de Tucumán, al igual que la de todo en noreste argentino, se encuentra organizada en minifundios de muy baja tecnificación y en latifundios que monopolizan la comercialización de la producción, principalmente, la azucarera.
Esta estructura agraria ha beneficiado en gran medida a los grandes productores y los ingenios azucareros, sobre todo desde la década de 1970. Como consecuencia de la crisis que generó una política agraria tan desigual, cientos de miles de tucumanos migraron hacia el Gran Buenos Aires.

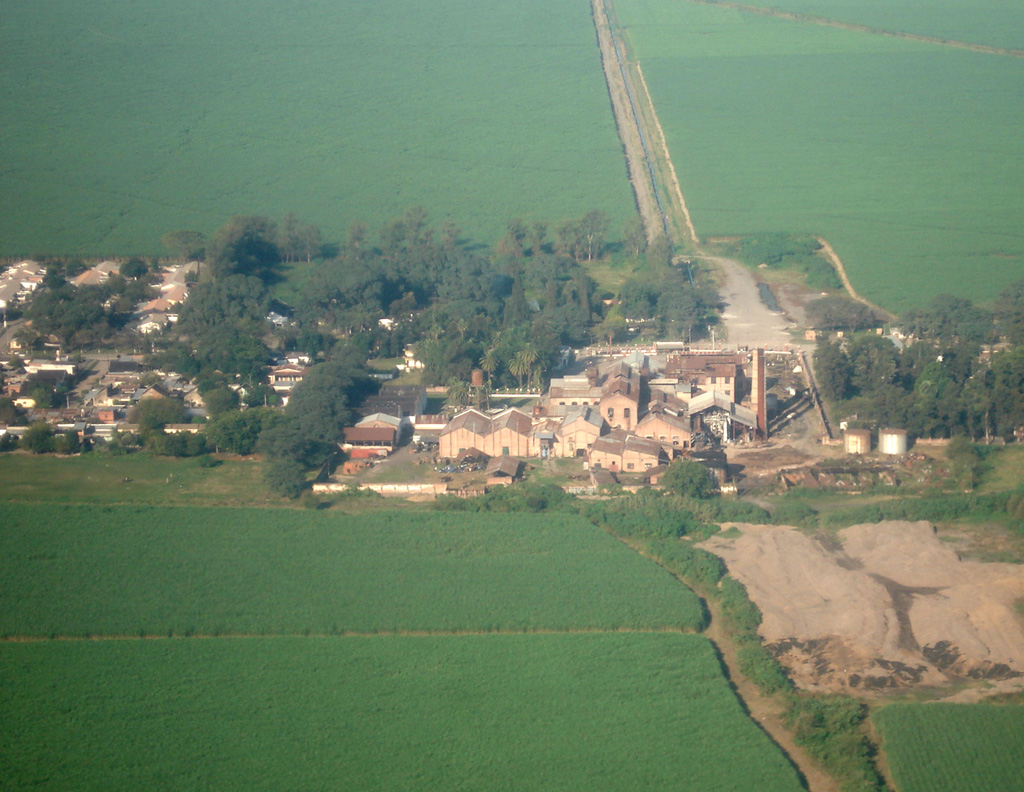
Ingenio Cruz Alta, en el departamento homónimo

Otras actividades que tienen una fuerte participación en la generación de valor en la provincia son las industrias: automotriz (por ejemplo camiones y material ferroviario –con importantes talleres en Tafí Viejo–), textil y calzado, golosinas (alfeñiques, caramelos, galletitas etc.),
gaseosas, papel (en especial "papel prensa") a partir del bagazo de caña, cerveza, productos electrónicos (radioreceptores, pilas), fósforos y productos lácteos como los quesillos y quesos principalmente en Tafí del Valle, a esto se suma la miel de abeja y la melaza de caña. Recientemente comenzó también a desarrollarse la industria vitivinícola en los Valles Calchaquíes tucumanos. En 2014 se registró una producción total de 1 033 500 litros de vino, en 86 ha, surgido de las siguientes bodegas: Arcas de Tolombón, Las Mojarras, La Churita, Alto la Ciénaga, Río de Arena, Finca La Silvia, Bodega Cerro el Pelao, Comunidad de Los Zazos, Posse, Marebbe, La Constancia y Valle de Choromoro.
El PBG (Producto Bruto Geográfico) de Tucumán representa alrededor del 2,1 % del PBI de Argentina. Esto determina que Tucumán sea la provincia con la mayor economía de la Región del Norte Grande Argentino.
La incidencia de las actividades económicas en el PBG tucumano es la siguiente:
| Actividad                  | %     |
| -------------------------- | ----- |
| Primarias o Extractivas    | 10,20 |
| Secundarias o Industriales | 23,80 |
| Terciarias o de Servicios  | 66,00 |

En cuanto al comercio internacional, el principal comprador de la producción tucumana es Brasil, seguido por Estados Unidos, Rusia y Chile. En el año 2007, las exportaciones de Tucumán ascendieron a U$S 755 millones.
En el año 2008, el total exportado fue de U$S 1.034 millones.

### Turismo

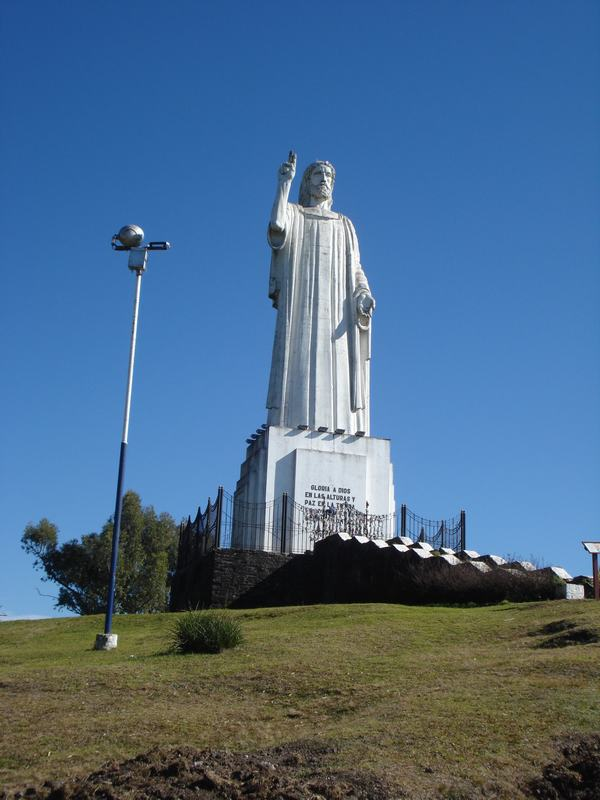
Cristo Bendicente del artista tucumano Juan Carlos Iramain, ubicado en la cima del Cerro San Javier.

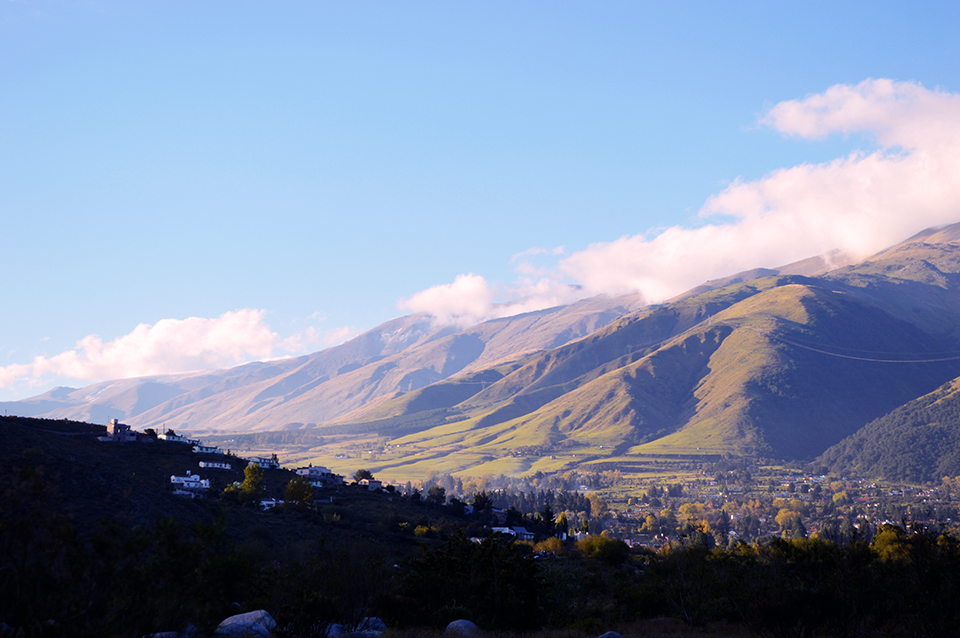
Tafí del Valle.

Pese al territorio relativamente pequeño la provincia de Tucumán por naturaleza y cultura ofrece gran cantidad de recursos turísticos dados por sus variados y bellos paisajes y su excelente clima durante el otoño y el invierno (por todo esto se la denomina desde tiempos postcoloniales como El Jardín de la República y Cuna de la Independencia) y su cultura que registra influjos prehispánicos, jesuíticos o los del período de auge intelectual dado desde los 1880 y, particularmente, en la primera mitad de siglo XX. Tal auge intelectual aún se refleja en algunos exponentes de la arquitectura que se halla en la provincia. A dicha arquitectura se la puede apreciar en la Casa de Gobierno, La Iglesia Catedral, y demás edificios que rodean la Plaza Independencia y calles de la Ciudad.
Uno de los principales atractivos turísticos en la Ciudad de San Miguel de Tucumán es la Casa Histórica de la Independencia, un verdadero monumento histórico que revaloriza y homenajea La Declaración de la Independencia Argentina  y que año tras año es visitada por miles de turistas nacionales y extranjeros.
Tucumán posee gran cantidad de áreas naturales protegidas y aún (aunque reducidas) zonas de selva y bosque montano prácticamente vírgenes. Entre los sitios de gran atractivo turístico corresponde señalar San Pedro de Colalao, La Cocha, Cerro San Javier, Ruinas de Quilmes, Pucara de la Ciudacita , Simoca (especialmente atractiva por su gran feria), las termas de Taco Ralo y de Talamuyo, las costas del lago Río Hondo, el Dique Escaba y su Embalse, Cochuna y su bosque, la Laguna del Tesoro, El Mollar, el Parque de los Menhires, la Quebrada de los Sosa, Tafí del Valle, El Siambón, Villa Nougués, Yerba Buena, Concepción, los Nevados del Aconquija, Colalao del Valle, Amaicha del Valle, la Presa Los Pizarros, entre muchísimos otros lugares que por sus características y bellezas particulares son aptos para el turismo.
El organismo oficial del Gobierno encargado del turismo de la provincia es el Ente Tucumán Turismo, cuyo Presidente es Sebastián Giobellina.
Desde 2012 se radicaron en Tucumán importantes cadenas hoteleras mundiales como Hilton, Sheraton y
Howard Johnson que otorgaron distinción a la Provincia a nivel nacional e internacional.

#### Lugares y atractivos turísticos
- San Miguel de Tucumán
- Tafí del Valle
- Aguas Chiquitas
- Amaicha del Valle

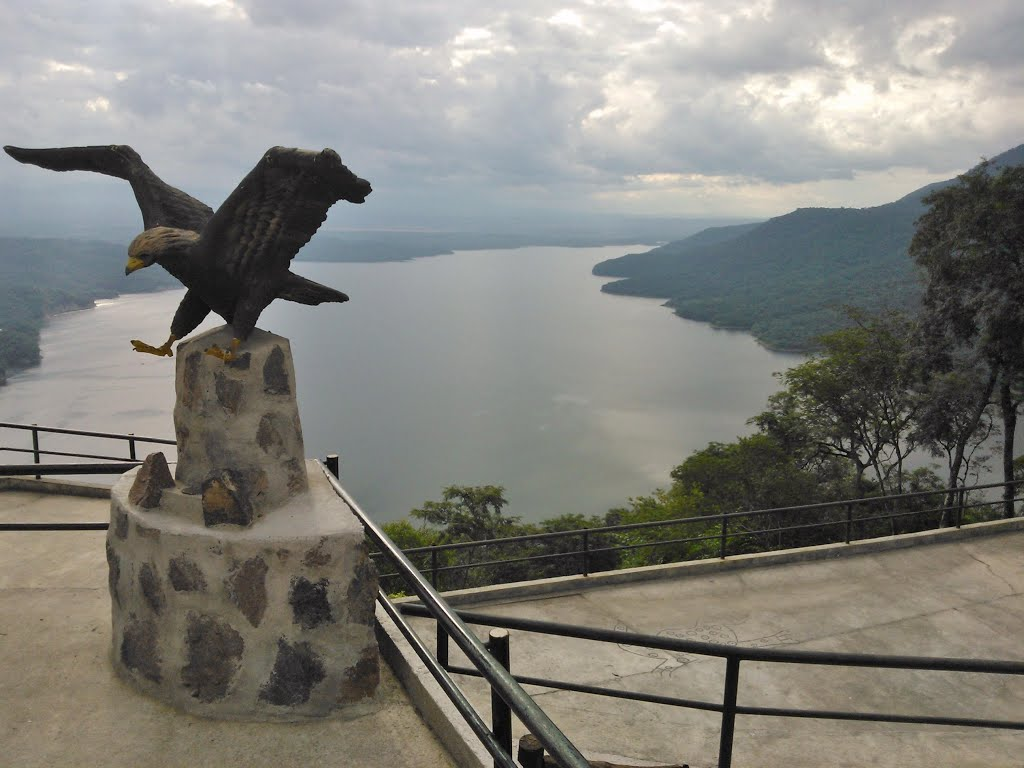
Villa turística del Dique el cadillal

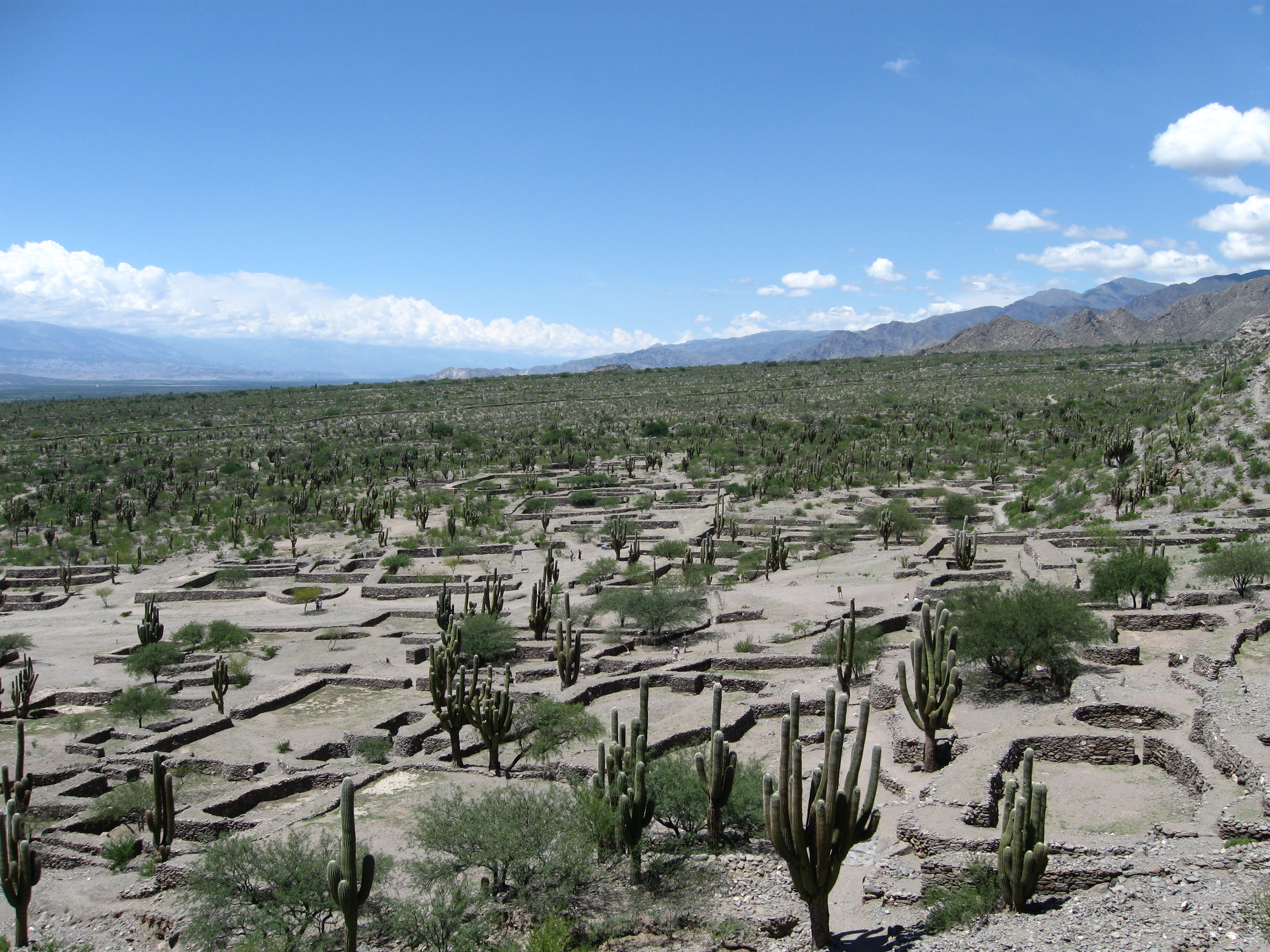
Las Ruinas de Quilmes atraen a turistas, arqueólogos, científicos y estudiantes.

- Cerro San Javier exornado por la imponente escultura del Cristo Bendicente
- Cumbres Calchaquíes
- San Pedro de Colalao
- Embalse El Cadillal
- Colalao del Valle
- Parque nacional Campo de los Alisos
- Quilmes
- Simoca
- El Mollar
- Cerro San Javier
- Los Ñuñorcos
- Embalse La Angostura
- Ruinas jesuíticas de Lules
- Ruinas de Ibatín
- Sierra de Aconquija
- Corsos de Aguilares
- Fiestas del Mes de Alberdi
- Parque de los Menhires
- Parque El Cochuna
- Reserva provincial Santa Ana
- Las Aguas Termales de Taco Ralo
- Dique La Aguadita
- Quebrada de los Sosa
- Quebrada de Lules
- Quebrada del Portugués
- Valle de Tafí
- Monumento al Indio
- Medinas Pueblo histórico
- Valles Calchaquíes
- Villa Nougués

## Cultura

### Gastronomía

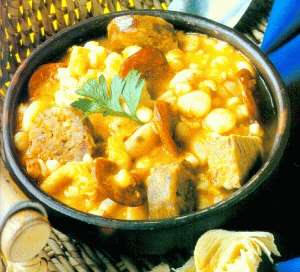
Locro.

La gastronomía de Tucumán esta relacionada a la Argentina, aunque cuenta con sus particularidades que construyen su propio estilo, como:

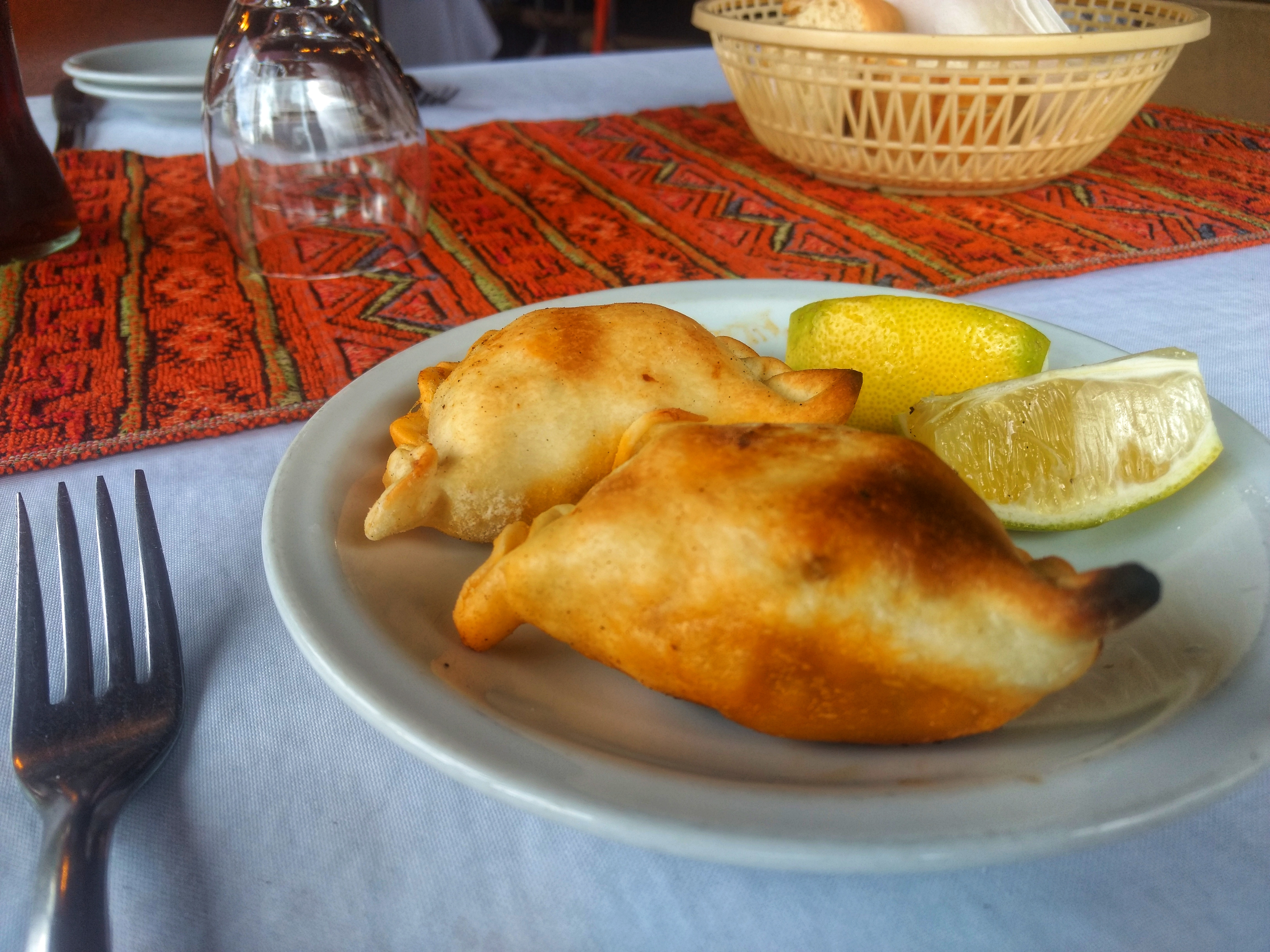
Empanas tucumanas, por muchos consideradas las mejores del país. La ciudad tucumana de Famailla, es la sede nacional de la empanada.

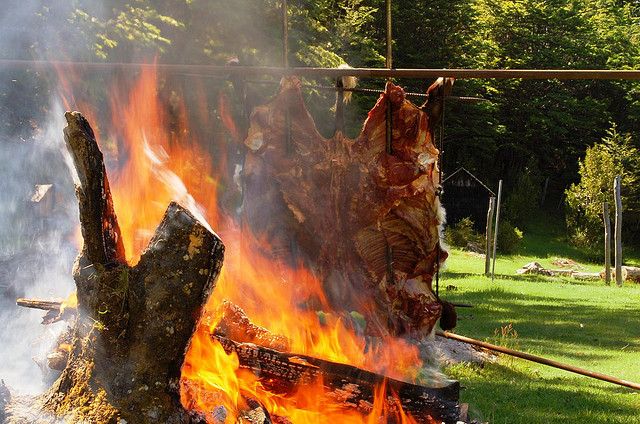
Asado a la estaca

- Empanada tucumana (generalmente de carne vacuna cortada a cuchillo, gallina o mondongo)
- Humita en chala
- Humita en olla
- Tamales
- Locro
- Sopa de maní
- Carbonada
- Charqui
- Chanfaina
- Caña quemada
- Chuño

- Sándwich de milanesa tucumano
- Panchuque
- Tortilla al rescoldo.[39]

y los postres:
- Tortafritas  con miel  de caña
- Sopaipilla
- Quesillo con miel de caña.
- Arrope
- Dulce de cayote con nuez.
- Alfeñiques (caramelos de miel de caña de azúcar).
- Tabletas de dulce de leche
- Tabletas de miel de caña de azúcar  (Chancaca)
- Gaznate[40]
- Ambrosía
- Huevos quimbos
- Empanadillas de dulce de batata
- Alfajores de turrón
- Colaciones:
- Cocheros
- Jesuitas
- Achilata
- Mazamorra

- Sfijas
- Kippe

A partir del 2022, en Tucumán se festeja la Fiesta Nacional del Sánguche de Milanesa. En 2024, declaran al sánguche de milanesa Patrimonio Cultural.
Tucumán también cuenta con una producción de vinos y se destaca en la localidad, Amaicha del Valle.

## Deportes
Como en el resto del país, el deporte más popular en Tucumán es el fútbol. Entre los equipos más reconocidos se encuentran:
- Club Atlético Tucumán
- Club Atlético San Martín
- Club Social y Deportivo San Jorge
- Concepción Fútbol Club
- Club Atlético Concepción
- Almirante Brown (Lules)
- La Florida
- Club Atlético Famaillá
- Club Sportivo Guzmán
- Ñuñorco
- Club Atlético Central Norte

Estos se nuclean en la Liga Tucumana de Fútbol.
El rugby tiene en Tucumán uno de sus exponentes más destacados a nivel nacional, e incluso internacional tanto masculino como femenino. Más de una decena de equipos locales participan en torneos regionales en el que también intervienen equipos de las provincias de Santiago del Estero y Salta. Los principales equipos son:
- Los Tarcos Rugby Club
- Natación y Gimnasia
- Tucumán Lawn Tennis Club
- Tucumán Rugby Club
- Universitario Rugby Club
- Cardenales Rugby Club
- Huirapuca (Concepción)

El seleccionado tucumano de rugby es conocido como "Los Naranjas", por el color de sus camisetas.
Los equipos de rugby tucumanos se encuentran federados en la Unión de Rugby de Tucumán (URT).
En 1980, 1981 y 1992, Tucumán fue la sede del Rally de Argentina, llamado durante 1980 y 1981 como Rally Codasur. Además en el año 1993 se realizó el super especial en Tucumán y el resto del rally en Córdoba.Entre las décadas de los 80' y mediados de los 90' tuvo fechas de distintas categorías del automovilismo argentino de pista, entre ellas el Turismo Nacional y el TC 2000, en el antiguo autódromo ubicado en el Parque 9 de Julio, actualmente abandonado.
El canotaje, en especial en kayaks, es un deporte que se practica en los ríos y espejos de agua de la provincia.

## Personalidades destacadas
Algunos de los tucumanos ilustres más conocidos por sus diferentes actividades y oficios, tanto en todo el país como en el mundo, son:

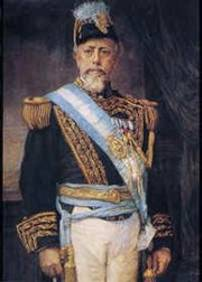
Julio argentino Roca, tucumano, Presidente y prócer nacional

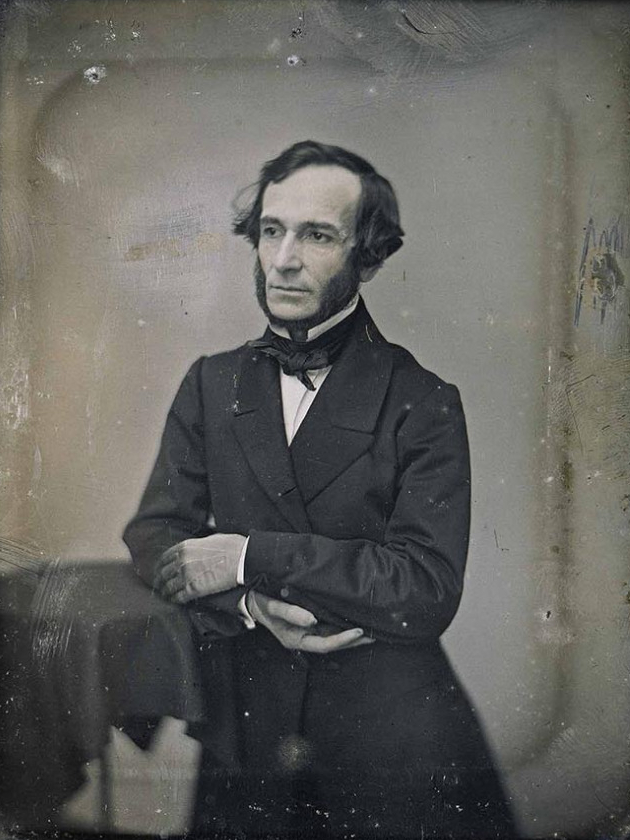
Juan Bautista Alberdi, creador de la constitución Argentina, y primer difusor de las ideas liberales en el país.

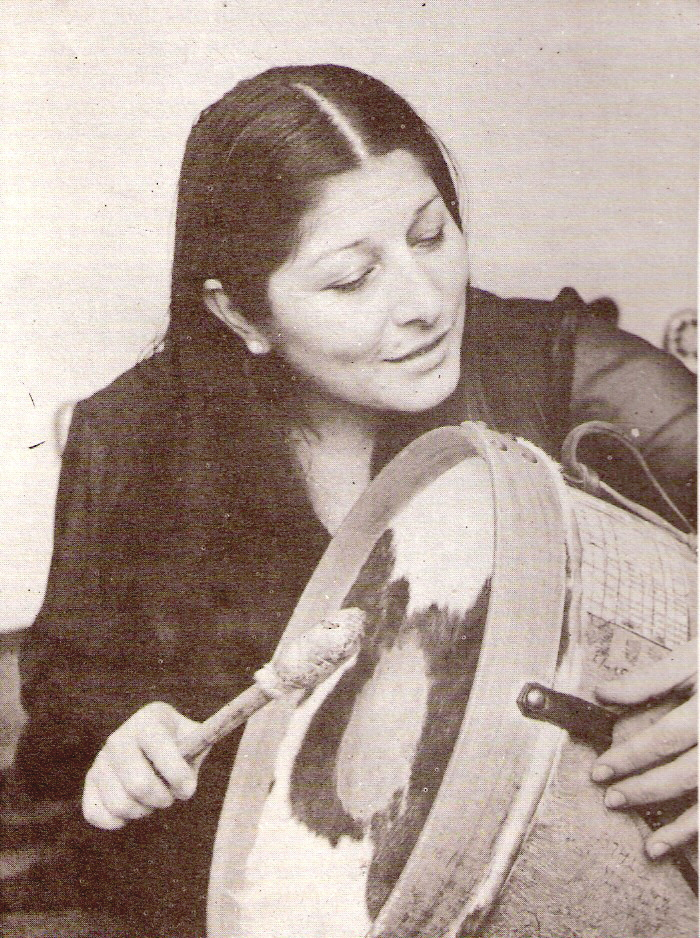
Mercedes Sosa, mayor representante del folclore Argentino en el mundo

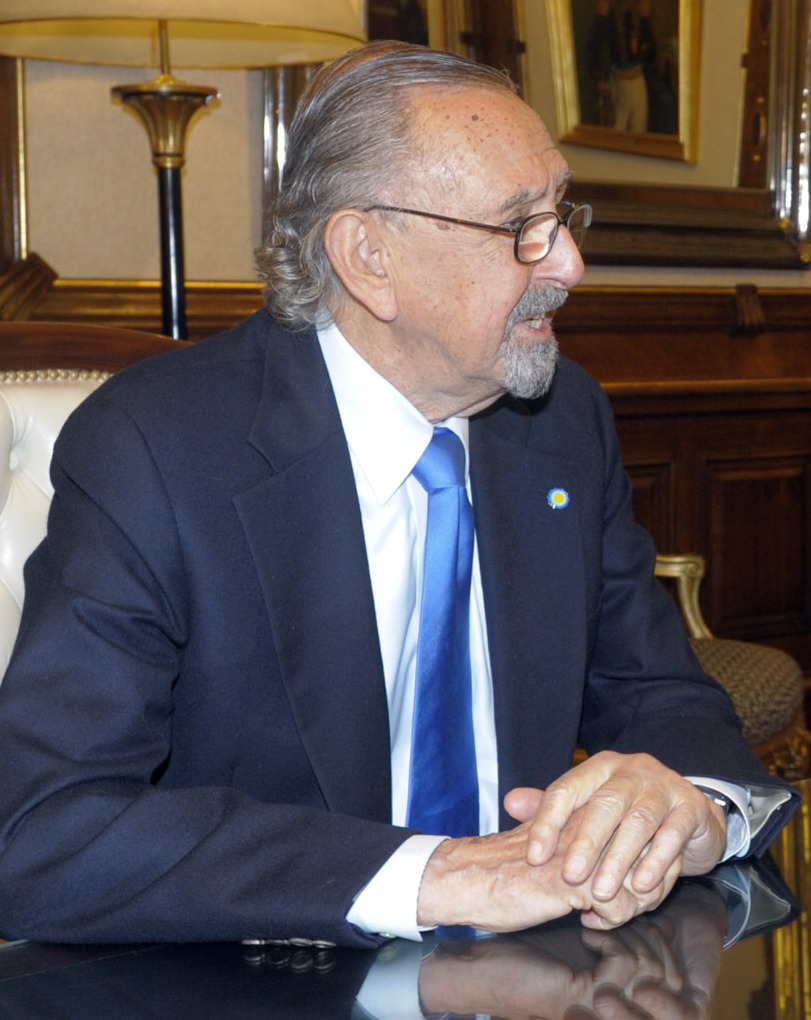
César Pelli, uno de los mayores arquitectos latinoamericanos.

Próceres / Políticos:
- Julio Argentino Roca
- Nicolás Avellaneda
- Juan Bautista Alberdi
- Obispo Colombres
- Bernardo Monteagudo
- Ernesto Padilla
- Ezequiel Colombres
- Raúl Prébisch

Artistas:
- Lola Mora
- Mercedes Sosa
- Juan Carlos Iramain
- Timoteo Navarro
- Palito Ortega
- Gladys la bomba Tucumana

Deportistas:
- Mercedes Paz
- Hugo Salvador Ginel
- Victoria Sauze
- Nicolás Sánchez
- Luis Miguel Rodríguez
- Martín Terán
- Matias Orlando
- Joaquín Correa
- Ezequiel Palacios
- Matias Kraneviter

Otros:
- Miguel Lillo (Científico)
- César Pelli (Arquitecto)
- Alberto Prebich (Arquitecto)
- Fausto Burgos (Escritor)
- Ricardo Rojas (Escritor)

## Integración regional
Región del Norte Grande Argentino
El Tratado interprovincial de creación de la Región del Norte Grande Argentino, fue suscripto en la ciudad de Salta el 9 de abril de 1999 entre las provincias de Catamarca, Corrientes, Chaco, Formosa, Jujuy, Misiones, Tucumán, Salta y Santiago del Estero.
"El objeto primordial de este tratado es la creación de la Región Norte Grande y la concreción de la integración de las provincias del NOA y el NEA, a los efectos de lograr en la realidad un sistema efectivo de consenso y acción conjunta entre los estados partes".
El Consejo Regional del Norte Grande es el máximo ente de gobierno regional, integrado por la Asamblea de Gobernadores, la Junta Ejecutiva y el Comité Coordinador. Este último, está constituido por un representante del NOA y otro del NEA, ambos son además miembros de la Junta Ejecutiva. La Comisión Ejecutiva Interministerial de Integración Regional coordina el proceso de integración a partir de las directivas de los órganos superiores antes mencionados.

## Acuerdos de cooperación internacional
La Provincia de Tucumán ha firmado vínculos de cooperación perdurables, en carácter de acuerdos internacionales, con los siguientes estados federados:
- Turingia, Alemania (4 de octubre de 2018)[46]